# روم أنطاكيون
الروم الأنطاكيون هم مسيحيون أعضاء في الكنائس ذات الطقس البيزنطي ويتبعون إما لبطريركية أنطاكية وسائر المشرق للروم الأرثوذكس أو لكنيسة الروم الملكيين الكاثوليك، ويقيمون في سوريا ولبنان وأراضي محافظة هتاي في تركيا المعاصرة، وتعتبر البلدة القديمة في مدينة أنطاكية نواة ومهد هذه الجماعة، لكن وبسبب الهجرة المسيحية الكثيفة يعيش عدد كبير من أبناء هذه الجماعة في المهجر خصوصًا في الأمريكتين.
يتحدث الروم الأنطاكيون اللغة العربية في سوريا ولبنان واللغة التركية في تركيا. اللغة الطقسيّة هي غالبًا اللغة اليونانية بجانب اللغة التركية أو العربية. هناك جماعات مسيحية في كل من فلسطين والأردن وإسرائيل تتبع التقليدي الكنسي البيزنطي وتنتمي لكنيسة الروم الملكيين الكاثوليك وكنيسة الروم الأرثوذكس في القدس لكنها لا تعتبر من الروم الأنطاكيين. هذه الجماعة المتواجدة في فلسطين التاريخية ترتبط تقليديًا ببعض التراث اليهودي المسيحي الذي يعود إلى القرن الأول. تعود أصول العديد من الأسر المسيحية المشرقيَّة في بلاد الشام بنسب مع اليهود المسيحيين ويعود أصولهم إلى عصور المسيحية المبكرة ويتواجدون في مدن مثل أنطاكية ودمشق والجليل.
ساهم عدد كبير من الروم الأنطاكيين في تقوية الروح القومية العربية وبث الروح في الثقافة العربية ونهضة العرب في أوائل القرن العشرين. ظهر عدد كبير من المفكرين المسيحيين الذين دعموا طروح القومية العربية أمثال ميشيل عفلق وقسطنطين زريق وناصيف اليازجي وسواهم.

## تاريخ

### العصر البيزنطي
كان عزل وحرم رئيس أساقفة القسطنطينية نسطور في مجمع أفسس عام 431 وشعبيته في المناطق البعيدة عن أنطاكية والخاضعة للإمبرطورية الفارسية، جعل من جاثليق العراق أكثر بعدًا عن أنطاكية وكامل الاستقلال عنها فعليًا؛ وبعد عشرين عامًا انعقد مجمع خلقيدونية عام 451 ليشكل نقطة حاسمة في تاريخ البطريركية، الأكثرية السريانية لاسيّما في الأرياف قد رفضت المجمع، في حين قبلت به أقلية سريانية وكافة هيلينيو الثقافة التابعين للطقس البيزنطي، وهذا ارتدى التنوع الطقسي الثقافي للمرة الأولى شكل انقسام عقائدي حول ما حدث لطبعي المسيح بعد اتحادهما.

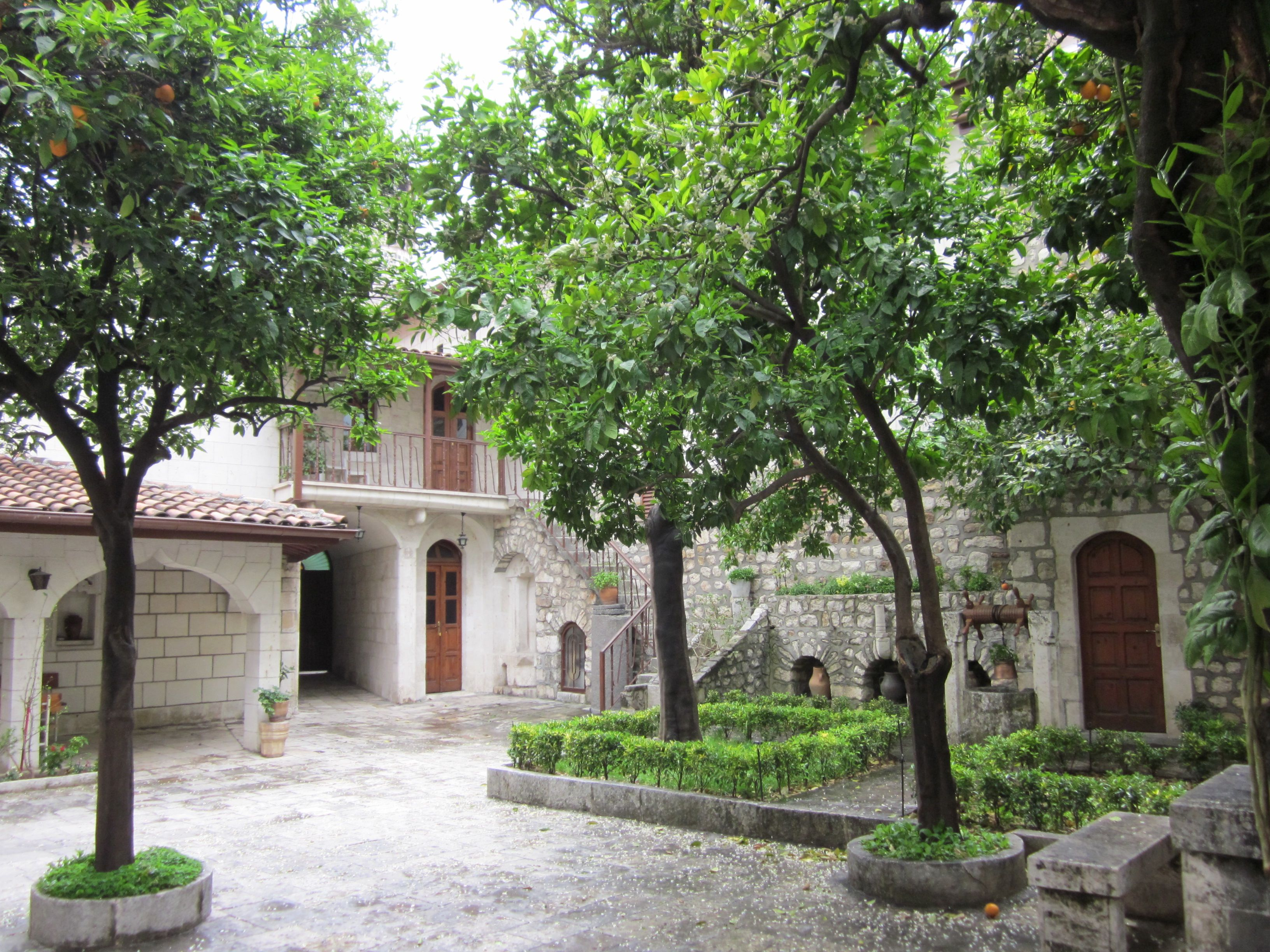
كنيسة الروم الكاثوليك في مدينة أنطاكيا في تركيا؛ مهد الروم الأنطاكيون.

لم يحصل الانقسام بين مؤيدي ورافضي المجمع مباشرة، إذ قد تتالى عدد من البطاركة المؤيدين أو المناوئين للمجمع أو متذبذبين بين الفريقين أمثال البطريرك فلافيان الثاني؛ وحينما اترقى الإمبراطور أناستاسيوس الأول العرش عام 491، وهو من رافضي مجمع خليقدونية، دعم البطريرك ساويروس الإنطاكي المناوئ العنيف للمجمع وساهم في رفعه لكرسي البطريركية عام 512، وحسب رواية المؤرخ إيفاغروس فإنه حال تسليم ساويروس رسائله البطريركية تصاعدت معارضته في صور وسوريا الجنوبية ودمشق وبصرى وحماة وسواها من المناطق. وفي عام 518 غدا يوسطين الأول امبراطورًا، وكان لاتينيًا ومؤمنًا بمجمع خليقدونية فضغظ لعزل ساويرس الذي هرب إلى مصر، في حين انعقدت مجامع في القسطنطينية وصور وسوريا الجنوبية وأقرت عزله وحرمه. هنا حدث الانشقاق الأول، إذ إن ساويروس استمرّ في مصر بإدارة جزء من الكنيسة، في حين عيّن بولس الملقب باليهودي خلفًا له في أنطاكية. وللمرة الأولى، حمل اثنان لقب البطريرك الإنطاكي، وفشلت محاولات الإمبراطور التالي يوسطيان في التوحيد؛ وعند وفاة القديس ساويرس انتخب له خلف على كرسي أنطاكية اللاخليقدوني. في عام 611 احتلّ الفرس أنطاكية وسائر سوريا، وفي عام 622 تمكن الإمبراطور هرقل من استعادتها، ونشر صيغة وسطى بين الفريقين بغية توحيد الإيمان هي المونوثيلية. تعاقب على الكرسي الأنطاكي عدد من البطاركة المونوثيليين في حين رفضها صفرونيوس بطريرك القدس، وكذلك كنيسة روما عام 649، أما إدانتها الشاملة من جميع الكنائس صدرت عام 680، غير أن العرب المسلمين كانوا قد فتحوا سوريا حينها، وقطعوا صلتها بالعاصمة أو روما، ومن نتائج ذلك، كما يقول كمال الصليبي بقاء المونوثيلية بشكلها البدائي القائلة بفعل واحد في المسيح دون تحديد مشيئته، منتشرة لعدة قرون لاحقة في المنطقة حتى اختفت تمامًا.

### الفتوحات الإسلامية

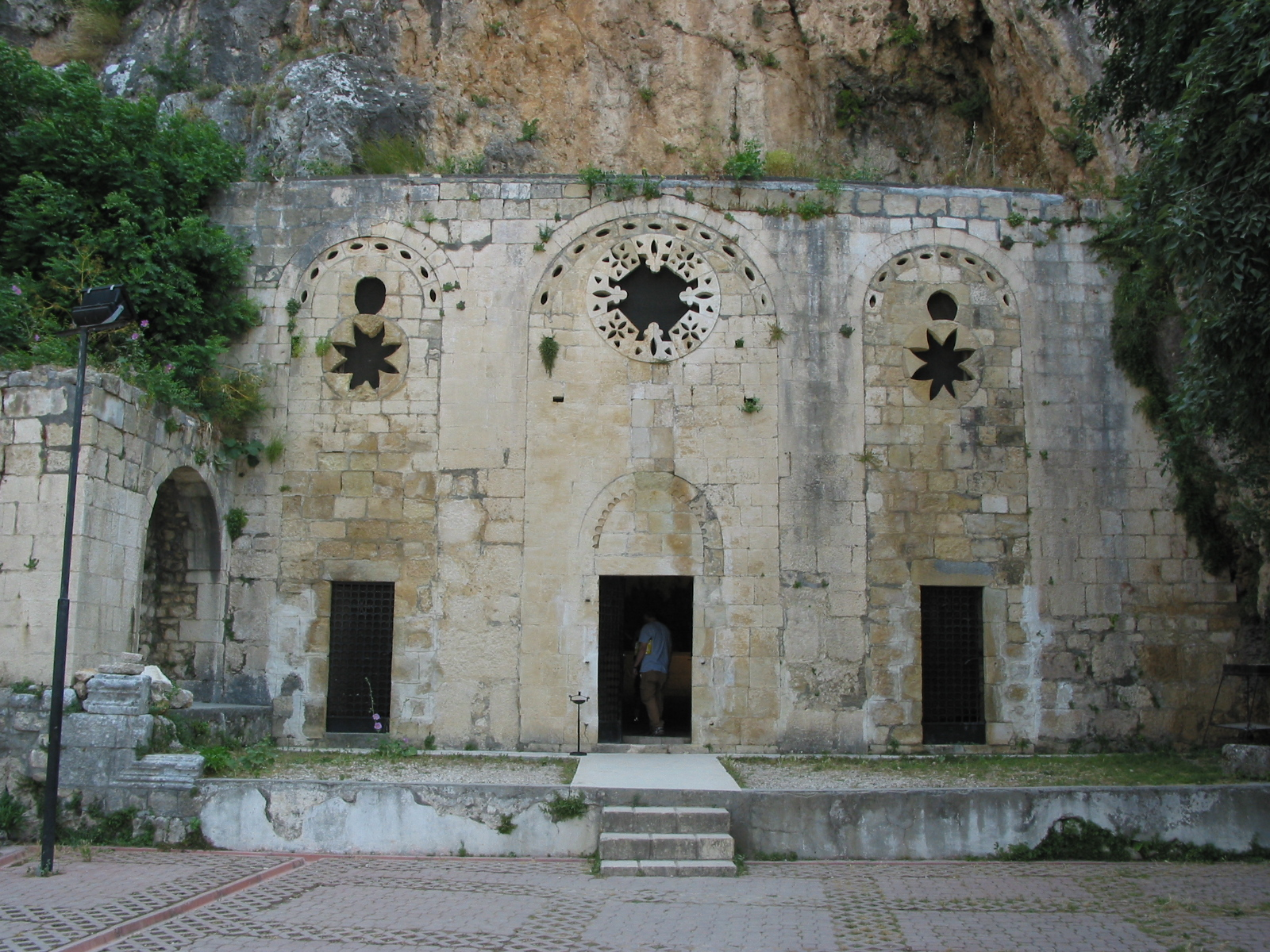
كنيسة القديس بطرس في أنطاكية، وهي إحدى أقدم كنائس العالم المسيحي.

دانت الغالبيَّة العُظمى من أهالي الشَّام قبل الفتح الإسلامي بالمسيحيَّة، وكان هُناك قسمٌ صغير يدينُ باليهوديَّة. وقد انقسم النصارى الشوام إلى طوائف مُختلفة، ومن المعروف أنَّ هذا الانقسام حصل مُنذ اختتام أعمال مجمع خلقدونية سنة 451م، ومُحاولة الأباطرة الروم تطبيق قراراته عبر جميع أنحاء الإمبراطوريَّة وعلى جميع الأهالي. وكان هذا المجمع قد عُقد للتباحث حول طبيعة المسيح وإقرار مذهب رسمي مُوحَّد للإمبراطوريَّة بعد أن كثُرت الأقوال والمذاهب، واستقرَّ الرأي في النهاية على الإيمان باتحاد الطبيعتين، الإلهيَّة والبشريَّة، في شخص المسيح، اتحادًا غير قابل للانفصام. وقد حصلت في الشَّام مُنذُ ذلك الوقت قلاقل دينيَّة اتخذت صفة الثورات الوطنيَّة العنيفة عوض الفتن الطائفيَّة بشكلٍ مُباشرٍ، بِدليل استمرار تحالُف القبائل العربيَّة النصرانيَّة، المُخالِفة للعقيدة الرسميَّة للإمبراطوريَّة، مع بيزنطية. ومن المعروف أنَّ النصارى الشوام انقسموا إلى سُريانٍ أو يعاقبة، وملكيّون أو روم. ويُشيرُ المُؤرخون إلى أنَّ المذهب اللاخلقدوني المونوفيزيتي (اليعقوبي) انتشر بين القبائل العربيَّة مثل إياد وربيعة وقُضاعة. أمَّا القائلون بالمذهب الخلقدوني (الملكيّون) فكانوا بِمُعظمهم يعيشون في المُدن التي اصطبغت بالثقافة الهلينيَّة، مثل أنطاكية وسلوقية واللاذقيَّة وبعلبك وبيروت وقيصريَّة وبيت المقدس. وكانت نسبةٌ عالية من اليعاقبة مُستاءة من الحُكم المركزي، وكان من الطبيعيّ أن تُولِّد تلك الانقسامات اللاهوتيَّة، والاضطهادات الدينيَّة، نفورًا وكراهيَّة وعداء في الشَّام، حيال الروم في بيزنطية، كما كانت عليه الحالة النفسيَّة في العراق تجاه الساسانيين الفُرس، الذين لم يمتنعوا عن اللُجوء إلى العُنف وسفك الدماء لِإخضاع المسيحيين، من نساطرة ويعقوبيين، إلى سياستهم المجوسيَّة. كذلك فقد عانى المسيحيّون الشوام الأمرَّين بعد سيطرة الفُرس على البِلاد، إذ تعاون هؤلاء مع اليهود لاقتحام بيت المقدس بعد ثلاثة شُهورٍ من الحِصار، وفتكوا بما بين 57,000 و66,500 مسيحيّ، وسبوا حوالي 35,000 آخرون بما فيهم بطريرك المدينة زكريَّا، كما أُحرقت الكثير من الكنائس بما فيها كنيسة القيامة، وتمَّ الاستيلاء على عددٍ من الآثار المُقدَّسة بما فيها صليب الصلبوت والحربة المُقدَّسة والإسفنجة المُقدَّسة، ونُقلت كُلَّها إلى المدائن عاصمة فارس. وقد ساهم اليهود في مذابح المسيحيين، وقتلوا الكثير منهم، لذا شاع كره اليهود في الشَّام بعد أن استعادها الروم، وقبل أن يفتحها المُسلمون.

### العصر الأموي

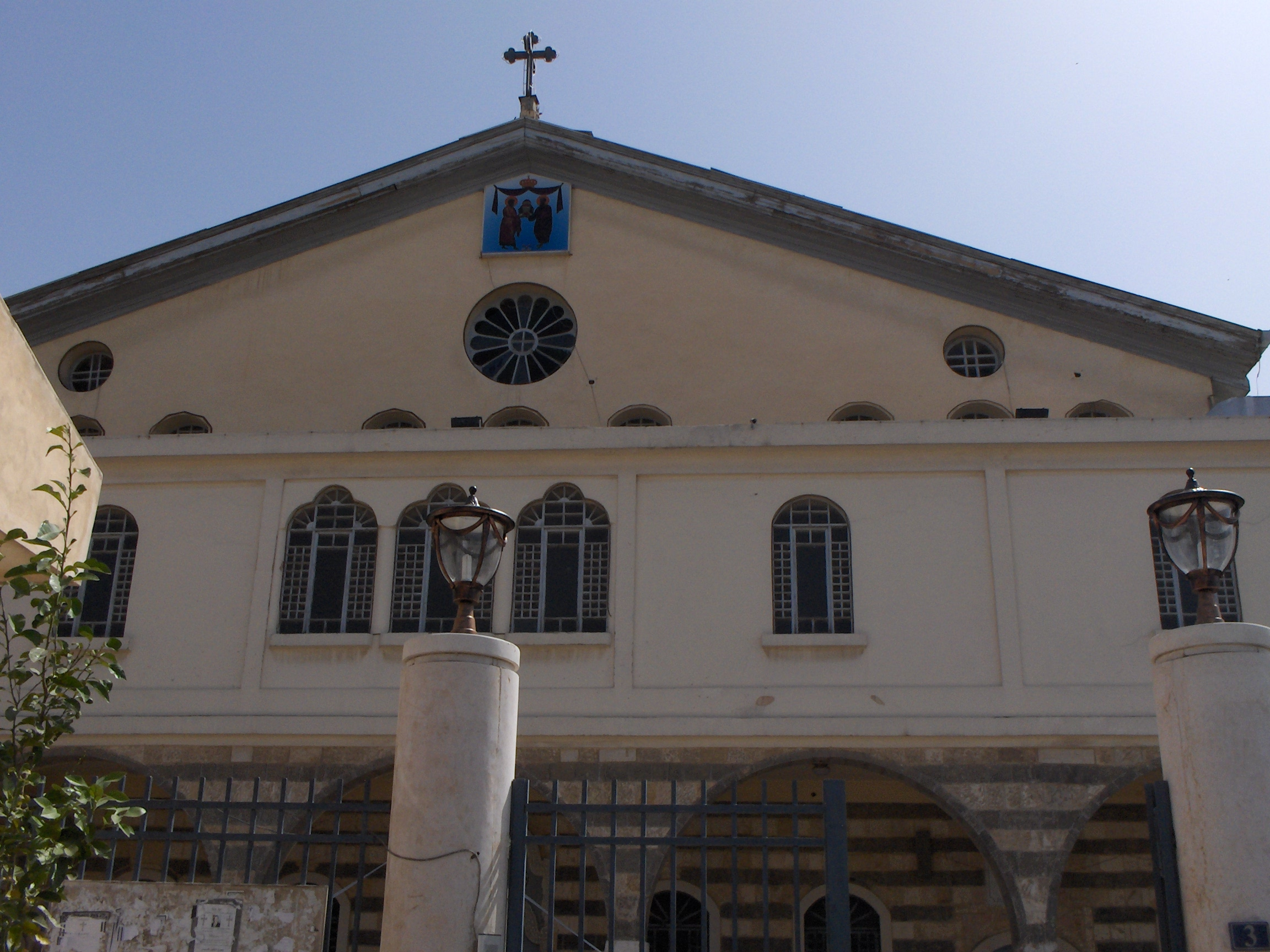
الكنيسة المريمية في دمشق، والتي تعود للعهد الأموي، وهي مقر الكرسي الإنطاكي للروم الملكيين الأرثوذكس.

مع الفتح العربي الإسلامي لسوريا عام 633، مُنع الملكيون الإنطاكيون من رسامة بطريرك خاص لكونهم من مذهب وطقس الإمبراطورية البيزنطية التي كانت عدوة الدولة الجديدة؛ لقد استمر الشغور ما يفوق تسعة عقود حتى 742، واستعاض عنه الملكيون في رسامة بطريرك شرفي يقيم في القسطنطينية، لكنه لم يكن ذي صلاحيات، وأدى الشغور المذكور إلى نتائج كارثية من ناحية إدارة الكنيسة ونقص عدد المطارنة؛ وفي أواخر القرن السابع أو قبل ذلك التاريخ، فإن أساقفة مقيمين في دير مارون قرب نهر العاصي انتخبوا أحدهم وهو القديس يوحنا مارون، لملأ الفراغ الفعلي الحاصل، غير أن كنيسة القسطنطينية لم تعترف بالانتخاب، غير أنها كفت منذ العام 702 عن تعيين أي بطريرك لو شرفيًا لأنطاكية. في عام 742 سمح الخليفة هشام بن عبد الملك للملكيين بانتخاب بطريرك، فاختير اسطفان الثالث بعد فراع تسعة عقود وشغور كامل دام أربعة عقود، فكانت تلك المرة الأولى التي حمل بها ثلاثة أشخاص لقب بطريرك أنطاكية؛ حاول خليفته ثيوفلاكت بن قنبرة، إعادة إخضاع البطريرك الذي رسم في دير مارون بحملة عسكرية إلا أنه فشل على ما يذكر التلمحري عام 749. وبذلك ترسخ الانقسام.
سمح الأمويون بالاحتفاظ بأغلب الكنائس ولم يمانعوا في ترميمها أو في بناء كنائس جديدة، ورغم أنّ بعض عهود الصلح أيام الراشدين نصّت على منع استحداث كنائس جديدة، إلا أن الأمويين لم يلتزموا بها باستثناء مرحلة عمر بن عبد العزيز وقد روى الطبري أن خالد القسري والي العراق، كان يأمر بنفسه بإنشاء البيع والكنائس، وأبو جعفر المنصور الخليفة، حذا حذوه عندما شيّد بغداد. على صعيد آخر انخرطت أعداد كبيرة من المسيحيين في صفوف الدولة، فكان الوزراء وكتبة الدواوين وأطباء البلاط ومجموعة كبيرة من الشعراء والأدباء من المسيحيين، حتى أن فريقًا من أتباع الكنيسة المارونية وفريقًا من أتباع الكنيسة السريانية الأرثوذكسية تساجلا حول طرق اتحاد طبيعي المسيح - وهو الخلاف الذي تفجّر في أعقاب مجمع خلقيدونية عام 451 - أمام الخليفة معاوية بن أبي سفيان طالبين تحكيمه في الموضوع، فأقرّ الخليفة رأي الموارنة ومنحهم كنائس كانت تابعة للأرثوذكس في حمص وحماة ومعرة النعمان. ويقول هنري لامنس أن أكثر بلاد الشام في ختام العصر الأموي سيّما في القرى والأرياف كانت مسيحية سواءً أكانت سريانية أم عربية.

### العصر العباسي
خلال عصر القوة والازدهار العباسي كانت العلاقة بين الدولة ومواطنيها غير المسلمين تصنف على أنها في أحسن الأوضاع خصوصًا خلال خلافتي المنصور والرشيد، وقد جاء في «المنتجب العاني» لمؤلفه أسعد علي أن الخلفاء كانوا يحتلفون بالأعياد المسيحية كعيد الميلاد وأحد الشعانين حتى في قصر الخليفة، فيضع الخليفة وحاشيته أكللة من زيتون ويرتدون الملابس الفاخرة، وقد بنيت في بغداد كاتدرائيتان مع تشييد المدينة. كما أنّ العباسيين لم يجبروا القبائل المسيحية العربية كتغلب ونمر وطيء وبني شيبان وقبيلة إياد على الإسلام، وإنما الأسلمة جاءت في القرون اللاحقة التي شهدت اضطهاد الأقليات خصوصًا القرن العاشر.
القسم الأكبر من هذا التعايش تبخر خلال عصور الانحطاط، فهدمت الكنائس ومنع أبناء هذه الأديان من ركوب الخيل ومزاولة بعض الأنشطة التجارية والاقتصادية أو الإقامة في دور مرتفعة، كما أنهم قد عوملوا كرعايا من الدرجة الثانية وأخذ السلاطين والولاة يستبدون بهم وكان البدو يقتحمون الكنائس والأديرة لسلبها على ما يذكر المؤرخ ابن بطريق والمسعودي وغيرهما. كانت إحدى نتائج ذلك، هجرة المسيحيين الذين رفضوا اعتناق الإسلام من المدن نحو الجبال، وهكذا أخذ الموارنة بالنزوح من وادي العاصي باتجاه جبال لبنان العصيّة، وكذلك سجلت حركات هجرة مسيحية نحو طور عابدين وماردين وغيرها من الأماكن المنعزلة. كما أمر المتوكل على الله بهدم جميع الكنائس في العراق ومناطق أخرى وكذلك الكنس اليهودية مع وضع شارات معينة على لباس المسيحيين واليهود ومنعهم من ركوب الخيل، وعلى الرغم من دعواته المتلاحقة للعمل بالشريعة الإسلامية إلا أن ما أقدم عليه يتنافى مع قواعدها، حيث كفل نظام أهل الذمة الإسلامي حقوقًا وكرامة أوسع لليهود والمسيحيين.
بشكل عام نَعِم المسيحيون بقسط من الحرية في ظل الخلافة الإسلامية، ما عدا في أزمان معينّة كفترة الخليفة المتوكل (847-861) الذي اضطهدهم وضيّق عليهم. كذلك فقد لقي المسيحيون الاضطهاد على يد الحاكم بأمر الله (996-1020)، الذي هدم كنيسة القيامة في القدس سنة 1009. وغالبًا ما كان يتأثر وضع المسيحيين بالعلاقة بين المسلمين والإمبراطورية البيزنطية، حيث كان انتصار الإمبراطورية البيزنطية ينعكس على علاقة المسلمين بهم.

### العصر الفاطمي

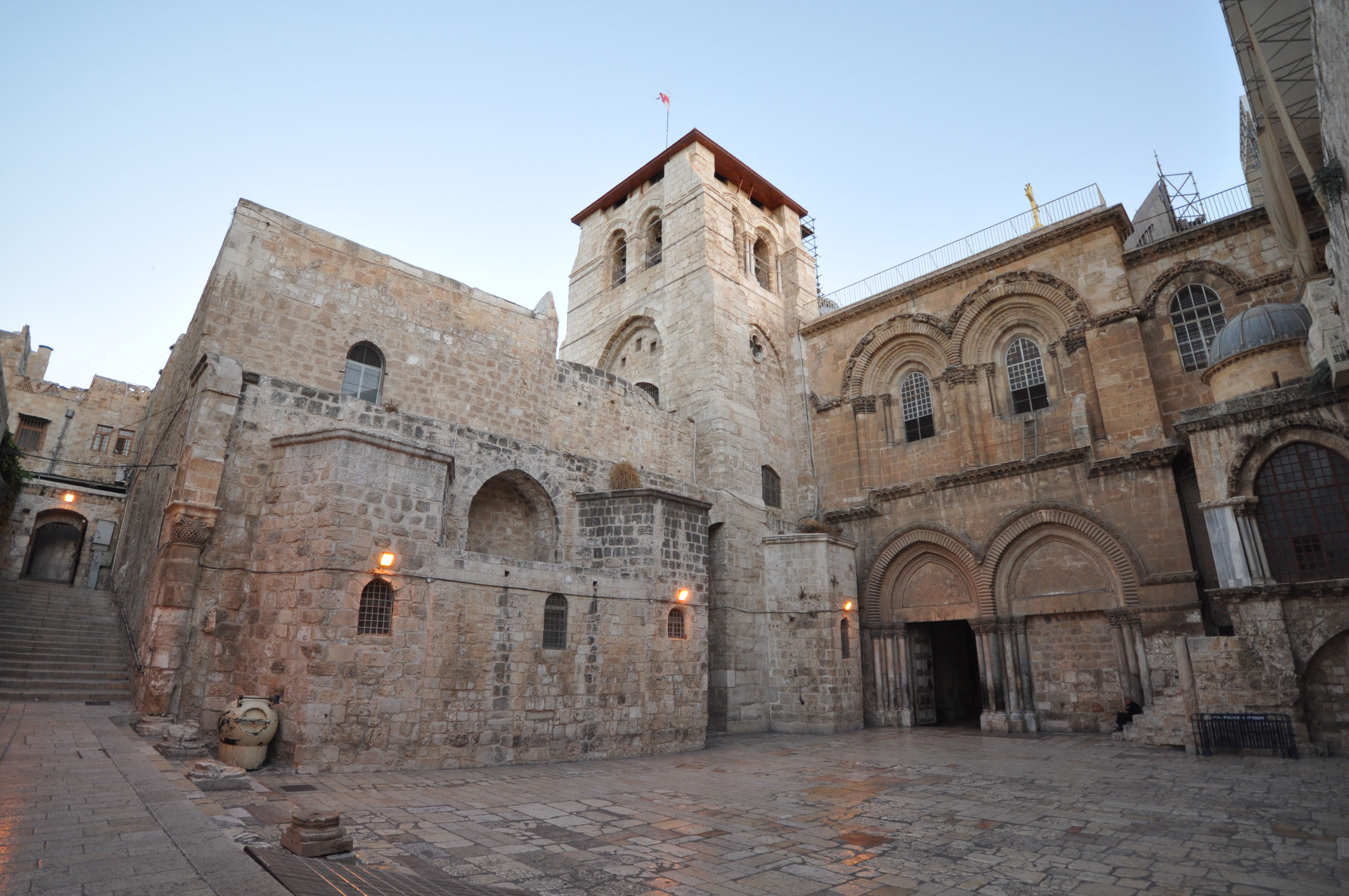
كنيسة القيامة في بيت المقدس. أُحرقت خِلال العهد الفاطميّ وأُعيد بنائها لاحقًا.

تغيَّر وضعُ اليهود والنصارى في بلاد الشام ومصر مع تولّي الحاكم بأمر الله شؤون الخِلافة، فقسا عليهم في المُعاملة، ويُحتمل أن يكون ذلك بسبب ضغط المُسلمين بعامَّةً الذين ساءهم أن يتقرَّب الخُلفاء من غير المُسلمين ويُعينوهم في المناصب العُليا، فأصدر الحاكم أمرًا ألزم أهل الذمَّة بلبس الغيار، وبوضع زنانير مُلوَّنة مُعظمها أسود، حول أوساطهم، ولبس العمائم السود على رؤوسهم، وتلفيعات سوداء، وذلك لتمييزهم على المُسلمين. وفي وقتٍ لاحق منعهم من الاحتفال بأعيادهم، وأمر بهدم بعض كنائس القاهرة، كما صدر سجل بهدم كنيسة القيامة في بيت المقدس. وكان هدم كنيسة القيامة أقدس المواقع المسيحية على الأطلاق أحد الأسباب الرئيسية لنشوء الحملات الصليبية. أدّى هدم كنيسة القيامة إلى حالة من الغضب في العالم المسيحي. وكان السبب الرسمي المعلن للحملات الصليبية الصعوبات التي تعرض لها الحجاج المسيحيين في الوصول إلى الأماكن المسيحيّة المقدسة وهدم كنيسة القيامة. غير أنه كانت أيضًا دوافع الحملات الصليبية متعددة منها دوافع دينية، واقتصاديّة، وتوسعيّة، واجتماعيّة.

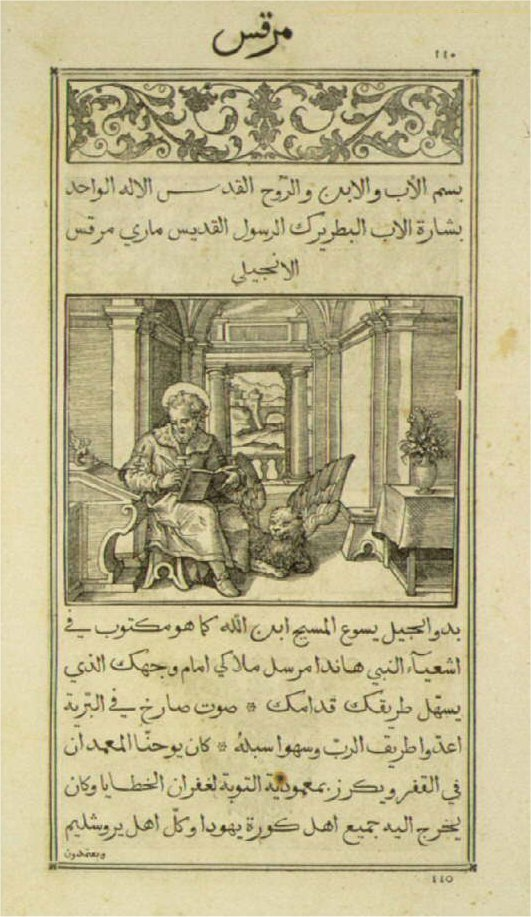
إحدى نسخ العهد الجديد باللغة العربية ترقى للعام 1590 ومزودة بالرسوم والأيقونات.

خلال القرنين الحادي والثاني عشر، كانت بلاد الشام تعاني من حروب أهلية بين الأمراء السلاجقة، والانهيار الاقتصادي وفقدان الأمن بين المدن واستقرار قبائل تركمانية وكردية في مناطقها الشمالية، وصراعات طائفية بين السنة والشيعة والإسماعيلية والعلوية، وبالمختصر كانت البلاد منهكة، وفي هذه الظروف قدمت الحملات الصليبية واحتلوا الساحل الشامي، فقوبلوا بعطف المسيحيين ولا مبالاة شيعة الفاطميين والسنة السلجوقيين. لم يتعامل جميع مسيحيي الشرق مع الصليبيين: الكنيسة الملكية في إنطاكية والتي كان الأمويون قد سمحوا بعودة بطاركتها وأساقفتها في عهد هشام بن عبد الملك عام 742 بعد شغور دام حوالي قرن وكان مركزها الجديد دمشق، لم تبد أي علاقة مباشرة مع الصليبيين باستثناء مناطق صافيتا ووادي النصارى ذات الغالبية من هذه الكنائس على تخوم إمارة أنطاكية وإمارة طرابلس، يذكر أيضًا أن الكنيسة الملكية كانت أولى الكنائس «المستعربة» من ناحية اللغة الطقسية والثقافة مع حفاظ على شيء من تقليدها اليوناني - الإغريقي؛ الموارنة وقعوا في حرب أهلية أواسط القرن الثاني عشر بين مؤيد للصليبيين سكن الساحل ومعارض لهم سكن الجبال حتى اغتالوا أمير طرابلس عام 1128، ويذكر أن الموارنة قد استفادوا من الحقبة الصليبيبة بتشييد الكنائس بحرية أكبر في أماكن تواجدهم وإدخال قرع الأجراس إيذانًا بالصلاة إذ كان الفاطميون قد منعوا هذه الطقس على المسيحيين.
في القدس أعاد الصليبيون ترميم وتوسعة كنيسة القيامة وعدد من الكنائس الهامة كالمهد والبشارة وجبل الزيتون وأسسوا كنيسة مستقلة لا تزال إلى اليوم تتبع الطقس اللاتيني وتعرّف نفسها منذ إعادة تأسيسها أواسط القرن التاسع عشر بالهوية العربية، أما البطريركية الملكية في القدس فقد تضررت من قيام البطريركية اللاتينية، وعادت إليها بعد زوال مملكة بيت المقدس رعاية أغلب الأماكن المقدسة في فلسطين وفق العقائد المسيحية، وهذه البطريركية كالبطريركية الملكية الأخرى في أنطاكية، تبنت اللغة العربية في طقوسها باكرًا، وأعاد البعض ذلك للعهد الأموي ذاته. أما في مصر فقد رفض الأقباط أي نوع من العلاقة مع الوافدين. وهكذا يمكن أن يستخلص أنه مع انقراض المسيحية العربية الصرفة ممثلة بالقبائل، إلا أنه وخلال فترة تتراوح بين خمسة إلى سبعة قرون من التفاعل والتأثير المتبادل مع الحضارة العربية التي جلبها المسلمون وساهم مسيحيون سريانًا وعربًا في بنائها، أخذت كنائس وطوائف مسيحية باعتناق الهوية العربيّة، ممثلة أولاً باللغة العربية في الطقوس والليتورجيا بدرجات متفاوتة وكذلك الحال بالنسبة للمخاطبة اليومية، وكان من بين هذه الكنائس خلال تلك الفترة المبكرة نوعًا ما الملكيون في أنطاكية والقدس والموارنة في جبل لبنان والأقباط في مصر.

### العصر العثماني

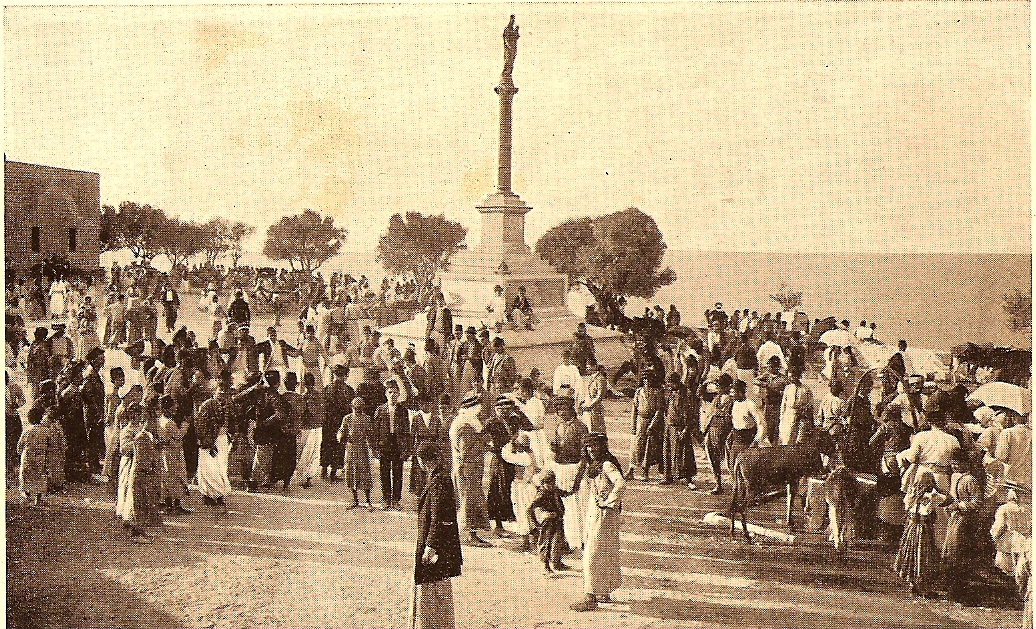
مسيحيون يحتلفون بعيد مار إلياس في جبل الكرمل، حيفا: إظهار الاحتفالات الدينية لم يكن مسموحًا به قبل إصلاحات عبد المجيد الأول.

ورث العثمانيون عن المماليك حكم بلاد الشام عام 1516 ومصر عام 1517، كان المماليك في المرحلة الثانية من حكمهم قد انتهجوا سياسة معتدلة تجاه المسيحيين من عرب وغير عرب، على عكس ما كان سائدًا في مرحلة تداعي الممالك الصليبية في الشرق من سقوط أنطاكية عام 1268 وحتى سقوط عكا عام 1291. تاريخيًا خلال الدولة العثمانية كان الروم الأنطاكيين جزءًا من ملة الروم الأرثوذكس، التي كان مركزها القيادي والثقافي والسياسي في مدينة إسطنبول. لكن كنسيًا لم يتبعوا حدود بطريركية القسطنطينية المسكونية بل كانوا جزءًا من حدود بطريركية أنطاكية وسائر المشرق للروم الأرثوذكس. بسبب الهجرة المسيحية تضاءلت أعداد الروم الأنطاكيين في الشرق الأوسط. علمًا أن الروم الأنطاكيين قد وصلوا في المهجر إلى مناصب سياسية واجتماعية واقتصادية بارزة. أما نظام الملل العثماني الذي كان موجودًا في الدولة منذ فتح القسطنطينية عام 1453 فهو حسب رأي المستشرق الألماني كارل بروكلمان قد كفل للمسيحيين، بعد تقسيمهم حسب الطوائف إلى ملل، كامل الحرية الدينية والمدنية، خصوصًا مع التعديلات اللاحقة خلال فترات إصلاح الدولة؛ وكان رؤساء الطوائف لا يعتبرون الرؤساء الروحيين فقط لطوائفهم بل الرؤساء المدنيين أيضًا، يُسيرون القضاء وشؤون الإرث وسائر الأحوال الشخصية لأبناء الطائفة وفق الشرائع الخاصة بها، وإن كان ذلك قد نوّه له بعض المؤرخين أنه نقطة سلبية ساهمت في ازدياد «التكتل الطائفي» داخل الدولة.

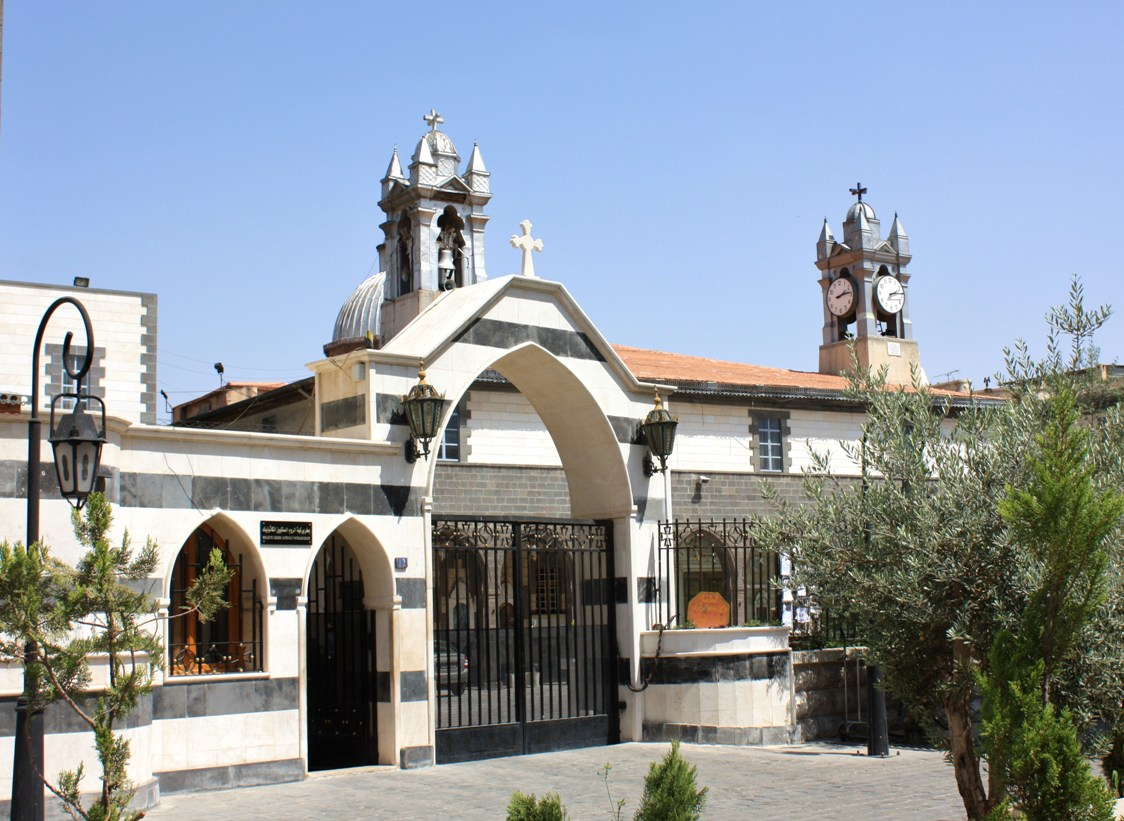
كاتدرائية سيدة النياح وتعرف أيضًا باسم «كنيسة الزيتون» وتعتبر مقر كنيسة الروم الملكيين الكاثوليك في العالم، وتقع في باب شرقي بدمشق القديمة.

لعل أحد أبرز التطورات على الصعيد الكنسي خلال العصر العثماني، الخصومة الطائفية بين الكاثوليكية والأرثوذكسية، فمنذ القرن السابع عشر حاولت الكنيسة الكاثوليكية التوصل لصيغ اتفاق مع الكنائس الأرثوذكسية بهدف «إعادة الوحدة المسيحية» وأسست بموافقة السلطنة أعدادًا من الأديرة التابعة للرهبنات الكبرى في بلاد الشام والإسكندرية على وجه الخصوص، وقد أدت هذه البعثات الكنسيّة لا إلى «إعادة الوحدة» بل إلى «خلق» طوائف جديدة عرفت باسم «الطوائف الكاثوليكية الشرقية»، فتأسست بطريركية للملكيين الكاثوليك وأخرى لاتينية في القدس وثالثة للأقباط الكاثوليك ومثلها للكلدان والسريان الكاثوليك والأرمن الكاثوليك. كان لبطريرك الملكيين في إسطنبول وهو يتبع الأرثوذكسية الشرقية حظوة كبيرة في البلاط السلطاني، ولذلك فقد أبى السلاطين في البداية تحت ضغط البطريركية الاعتراف بالطوائف الجديدة، بل إن في مناطق مثل دمشق وحمص وحلب وبيت لحم وبيت جالا تعدى الأرثوذكس على الكنائس المنشقة وسيطروا عليها بالقوة، وفسح ذلك المجال أمام الدول الغربية سيّما فرنسا والنمسا للضغط على السلطان للاعتراف بالطوائف وتثبيت رؤسائها، سيّما كنيسة الملكيين الكاثوليك في أنطاكية لكونها أكبر الكنائس، لكن السلطان لم يصدر أي فرمان ينظم الأوضاع الجديدة، واستمرّ الحال على ما هو عليه بين أخذ ورد سنين طوال حتى عام 1763 خلال عهد مصطفى الثالث حين أصدر شيخ الإسلام فتوى تنصّ على أنّ انتقال المسيحي من مذهب إلى آخر لا يغير من وضعه كأحد أفراد «أهل الذمة الذين تربطهم بالمسلمين العهود والمواثيق» ما دام مسيحيًا، ورغم نص الفتوى فإن السلطان لم يتخذ أي قرار أو فرمان تنفيذي لها واستمرّ الوضع على ما هو عليه حتى 1830 حين قام السلطان محمود الثاني بإصدار فرمان بتعيين «بطريرك مدني» يدير شؤون كاثوليك الدولة عدا الموارنة، وكان قبل هذا الفرمان على أتباع هذه الطوائف الغير معترف بها، العودة في أحوالهم الشخصية بما فيها دفن الموتى، إلى الأساقفة الأرثوذكس وما يرافق ذلك من مضايقات ورفض وابتزاز. الاعتراف الرسمي جاء على خلفية سياسية، ففي 15 أبريل 1834 اعترف الباب العالي بالملة الإنطاكية الملكية الكاثوليكية وتبعها الاعتراف بسائر الملل الأقل عددًا، وتم اللقاء بين السلطان وبطريرك الروم الكاثوليك، الذي انتقل إلى دمشق بعد أن كان محتميًا لدى آل شهاب في لبنان، ويعيد عدد من المؤرخين سبب التثبيت بهدف خلق نوع من الارتياح الشعبي بعد دخول البلاد في طاعة محمد علي باشا. ثم عاد في 7 يناير 1848 وأصدر فرمانًا آخر بمنح البطاركة الكاثوليك حق القضاء المدني لأبناء طوائفهم أسوة بالمعمول لدى الأرثوذكس والموارنة، وبالتالي أنهي دور «البطريرك المدني» الذي ابتدعه محمود الثاني.
هناك قضية أخرى ترتبط بالمسيحيين خلال العهد العثماني وهي قضية الامتيازات الأجنبية للمسيحيين، علمًا أن تطبيقها اقتصر عمليًا على بلاد الشام ولم تشمل مصر والعراق؛ بدأت الامتيازات منذ أواخر عهد سليمان القانوني وبلغت ذورتها في القرنين الثامن عشر والتاسع عشر، وكانت هذه الامتيازات تقدم حقوق التقاضي أمام المحاكم القنصلية الأوروبية وإمكانية استعمال البريد والبرق التابعة للقنصليات مجانًا، والتعلم في مدراس القنصليات أو الهيئات الواقعة تحت حمايتها مجانًا أيضًا أو السفر نحو أوروبا بهدف الهجرة أو الدراسة على نفقة القنصلية والإعفاء من الضرائب في النشاطات التي أعفت الدولة العثمانية مواطني الدولة الموكولة حماية الطائفة المعينة من الضرائب. وكانت أولى الطوائف التي منحت الامتيازات هي الكنيسة المارونية في أبريل 1649، وتلاها حماية فرنسا والنمسا لسائر الطوائف الكاثوليكية والإمبراطورية الروسية للطوائف الأرثوذكسية الشرقية وإنكلترا للإنجليكان والأقليات البروتستانتية.
ما إن بدأت الثورة اليونانية، استُهدفت الملة الرومية في جميع أنحاء الدولة العثمانية، ولم تفلت سوريا العثمانية من غضب العثمانيين الأتراك. وخوفًا من أن تساعد الملة الرومية في سوريا الثورة اليونانية، أصدر الباب العالي أمراً بنزع سلاحهم. في القدس، أجبرت السلطات العثمانية السكان المسيحيين في المدينة، الذين قُدر أنهم يشكلون حوالي 20% من إجمالي المدينة، (والأغلبية منهم روم أرثوذكس)، على التخلي عن أسلحتهم، وارتداء الأسود، والمساعدة في تحسين تحصينات المدينة. تعرضت الأماكن المقدسة الأرثوذكسية الشرقية، مثل دير سيدة البلمند، الواقعة جنوب مدينة طرابلس في لبنان، للتخريب والهجمات الانتقامية، مما أجبر الرهبان على التخلي عنه حتى عام 1830. لم يكن بطريرك الروم الأرثوذكس في آمان، حيث أصدرت الأوامر بعد إعدام البطريرك المسكوني في القسطنطينية بقتل بطريرك أنطاكية أيضاً؛ ومع ذلك فشل المسؤولين المحليين في تنفيذ الأوامر.

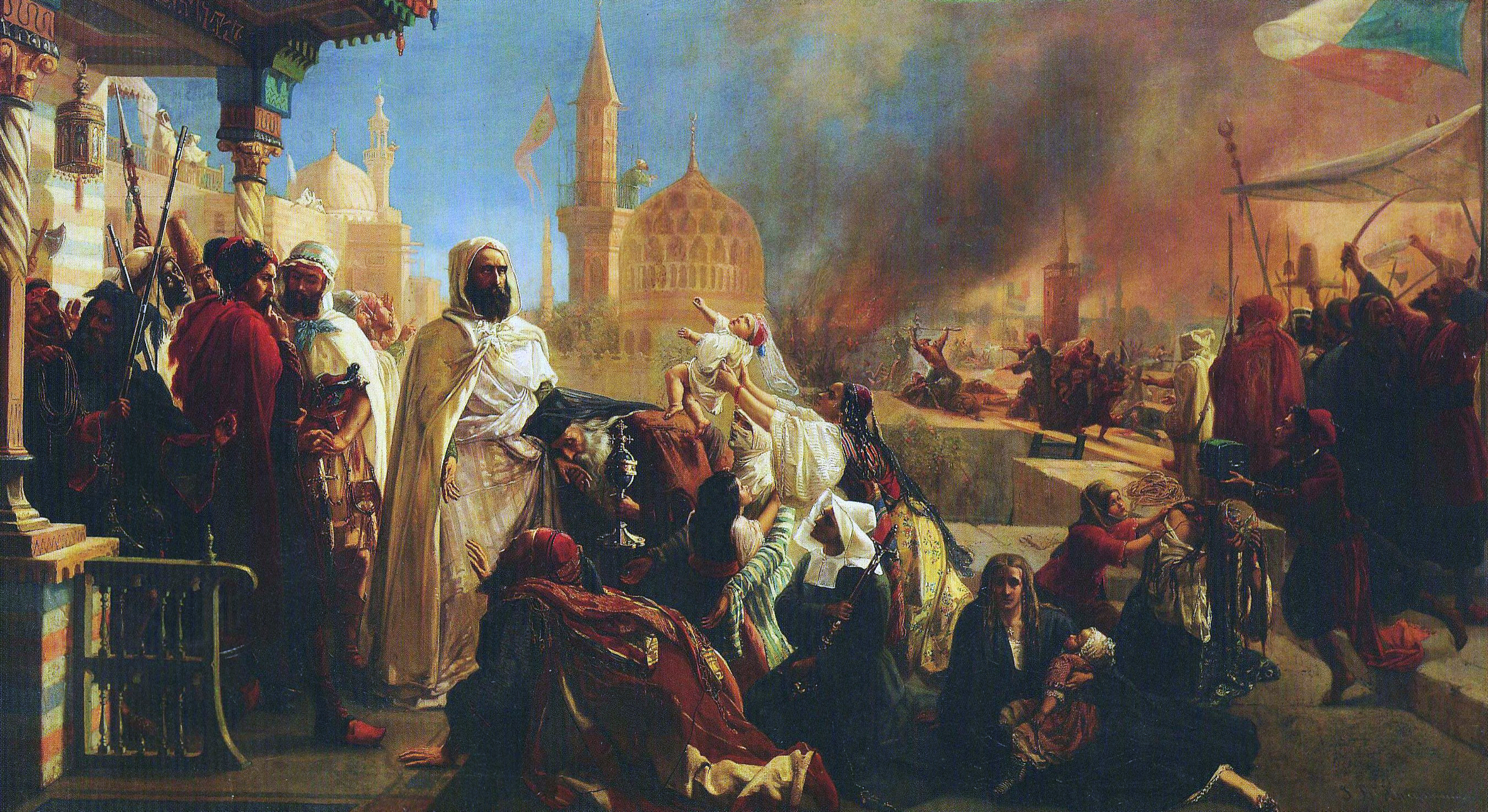
الأمير عبد القادر الجزائري يأوي المسيحيين الدمشقيين في دارته بدمشق أبّان الفتنة الكبرى بين المسيحيين والدروز، والتي هُجّر على أثرها عدد من العائلات.

في 17 إلى 18 أكتوبر في عام 1850 قامت أعداد من مثيري الشغب المسلمين بمهاجمة الأحياء المسيحية في حلب. في أعقاب ذلك ، أظهرت السجلات العثمانية أن 688 منزلاً وحوالي 36 متجراً وستة كنائس قد تضررت، بما في ذلك البطريركية الروم الملكيين ومكتبتها. وكان سبب المجزرة تعاظم نفوذ وثراء المسيحيين من سكان حلب مقارنةً بالمسلمين، حيث كان يرى مسلمو المدينة موكب البطريرك ماكسيموس الثالث المظلوم، علامة من علامات سيطرة المسيحيين على المدينة. وأدت هذه الأحداث إلى هجرة المئات من المسيحيين بشكل أساسي إلى بيروت وسميرنا. وفي عام 1860 وقعت في جبل لبنان «الفتنة الكبرى» وهي المرحلة الثالثة بعد مجازر بحق مسيحيين أقل حجمًا عامي 1840 و1845 ارتكبها دروز، ويقول المؤرخ اللبناني الأب بولس صفير أن التعمق في الفتنة لا يفضي إلى إيجاد سبب مقنع لها، ولذلك ففي رأيه هذه «فتنة مدبرة»، بدأت من جبل لبنان في أبريل 1860 وأقدم خلالها مشايخ دروز على تسليح أبناء طائفتهم عن طريق الوالي العثماني خورشيد باشا الذي دعم الدروز ولم يبد أي فعل خلال المذابح التي شملت 2600 نسمة في دير القمر و1500 نسمة في جزين و1000 في حاصبيا من الروم الأرثوذكس وفي راشيا 800 نسمة، وفي 8 يوليو و9 يوليو وصلت الأحداث إلى دمشق ومدن أصغر حجمًا مثل زحلة واللاذقية بين مسلمين ومسيحيين وبلغ مجمل عدد القتلى 10,000 قتيل من المسيحيين وكانت الخسارة في الأملاك أربعة ملايين جينه إسترليني ذهبي إلى جانب اعتناق قرى بأكملها للإسلام في الجليل الأعلى وصيدا وصور هربًا من الإبادة كما فتحت الأحداث باب الهجرة المسيحية من الشرق. عمومًا يتفق المؤرخون أن السلطان قد راعه ما حدث، وأن تواطئ الوالي العثماني لا يعني بالضرورة تورط الدولة، هذا ما يترجم فعليًا بالإجراءات التي اتخذتها الدولة فقد عيّن السلطان عبد المجيد الأول، فؤاد باشا حاكمًا على الشام مخولاً بصلاحيات استثنائية، لرأب الصدع الذي حصل في المجتمع ولتفادي أي تدخل أوروبي، وقد قاد فؤاد باشا حملة اعتقالات بحق المتورطين بالمذابح ضد المسيحيين، فأعدم رميًا بالرصاص 111 شخصًا، وشنق 57 آخرين، وحكم بالأشغال الشاقة على 325 شخصًا ونفى 145؛ وكان بعض المحكومون من كبار موظفي الدولة في الشام. كما يذكر دور مسلمي لبنان ودمشق برعاية المسيحيين الفارين من المذابح ومساعدتهم، كالأمير عبد القادر الجزائري الذي فتح قلعة دمشق أمامهم، وقد أفضت المجازر إلى ميلاد متصرفية جبل لبنان. وتشكل النظام الحاكم والاجتماعي في متصرفية جبل لبنان من الثنائية المارونية - الدرزية، وسمح الاستقرار الأمني والتعايش الدرزي-الماروني في المتصرفية بتطور الاقتصاد ونظام الحكم. وضمت المتصرفية وجود ملحوظ للروم الأرثوذكس في كلا القسمين من الجبل.
خلال القرن التاسع عشر هاجر العديد من الروم الأنطاكيين من بلاد الشام إلى مصر وأطلق عليهم شوام مصر وقد لعبوا دورًا طليعيًا في تحديث المجتمع وعصرنته والانفتاح على الغرب الأوروبي وإنشاء دور الصحف وتحديث الطباعة والنشر وكذلك العمل في المهن الحرة والمصارف وكانوا جزءًا من الطبقة الثرية والمتعلمة. وقد انتقل بعض هؤلاء المفكرين ذوي الأغلبية المسيحية من سوريا ولبنان إلى القاهرة والإسكندرية التي كانت في ظل الخديوي إسماعيل المكان الأكثر انفتاحًا في الدولة العثمانية؛ برز منهم بشارة وسليم تقلا مؤسسي جريدة الأهرام، رجل الأعمال والمصرفي حبيب السكاكيني ورجال الأعمال من آل صابات، وأدباء وشعراء أمثال جورجي زيدان وخليل مطران وفرح أنطون، المسرحي جورج أبيض والسينمائي يوسف شاهين، وغيرهم. أمّا في بلاد الشام فقد ساهم المسيحيون الأنطاكيون خلال القرنين التاسع عشر والعشرين في حركة النهضة العربية، فلعبوا دوراً هاماً في النهضة الثقافية والسياسية العربية كفتح المدارس، إحياء اللغة العربية، إصدار الصحف، تأسيس الجمعيات، والأهم المساهمة في تأسيس الجمعيات السياسية العربية مع المسلمين والمطالبة باللامركزية وبجعل اللغة العربية رسمية في إدارة الدولة والمحاكم وغيرها.

### العصور الحديثة

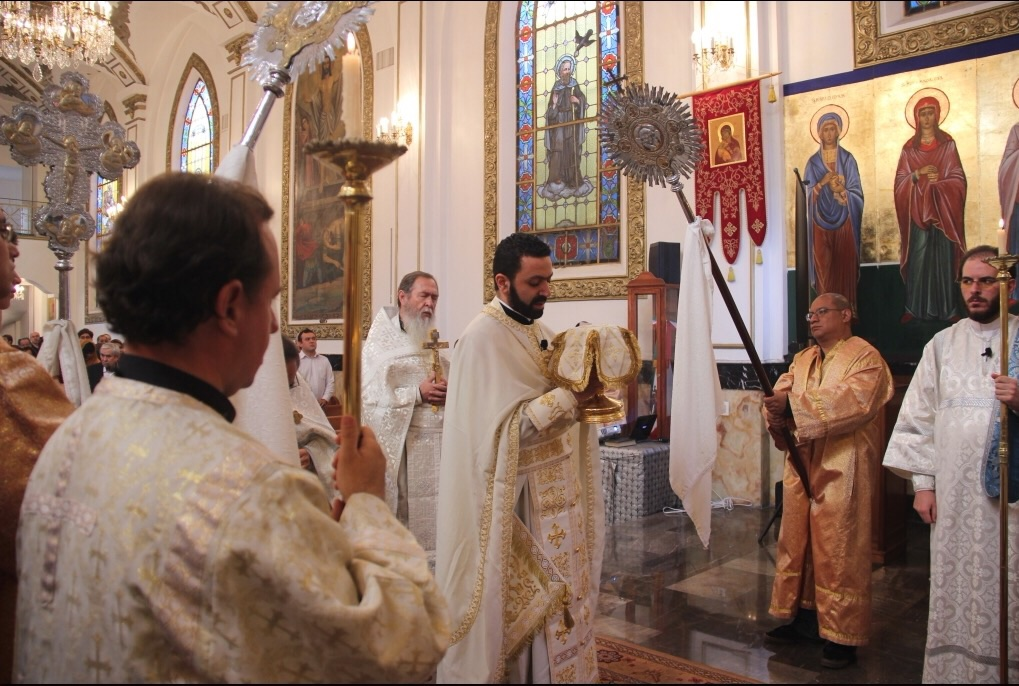
قداس في كاتدرائية القديس جرجس الأنطاكيّة الأرثوذكسية في مكسيكو سيتي؛ تضم أمريكا اللاتينية مجتمعات مسيحيّة شرقيّة بارزة ومندمجة بشكل جيد.

ملايين من الروم الانطاكيين يعيشون في أوروبا وأمريكا الشمالية والجنوبية وأستراليا وبعض الدول الأفريقية الأخرى. فُتحت باب الهجرة مع الامتيازات القنصلية للمسيحيين وهي في تلك المرحلة كانت هجرة بمعدلات طبيعية، لكنها تعمقت وتسارعت وتيرتها في أعقاب منتصف القرن التاسع عشر في بلاد الشام، تحديدًا في أعقاب مجازر 1860. ثلاثة أسباب يمكن وضعها ركائز رئيسية لأسباب هجرة المسيحيين، الأول ممثلة بالعامل الاقتصادي وتدهور الحالة المعيشية كما حصل خلال الحرب العالمية الأولى في جبل لبنان وهو بكل الأحوال يفتح مجالاً لهجرة عامة غير أنها أعلى في أوساط المسيحيين، العامل الثاني يتمثل «بالتفريق في المعاملة» بين المسيحيين وسواهم والثالث هو تصاعد الحركات الأصولية الإسلامية كما حصل أواخر السبعينات وأوائل الثمانينات في سوريا. لا يزال الروم الأنطاكيين يحتفظون بالطقوس الشرقية كاملة، وتنظم شؤونهم الكنيسة ما يُعرف في الكنائس الشرقية عامة باسم «أبرشيات المغترب». وقد سطع نجم عدد وافر من الشخصيات العربية المسيحية المهجريّة في مناصب سياسية واقتصادية بارزة، علمًا أن المسيحيين العرب يحتفظون بهويتهم الأصلية عن طريق «أبرشيات المهجر» وغيرها من المؤسسات.

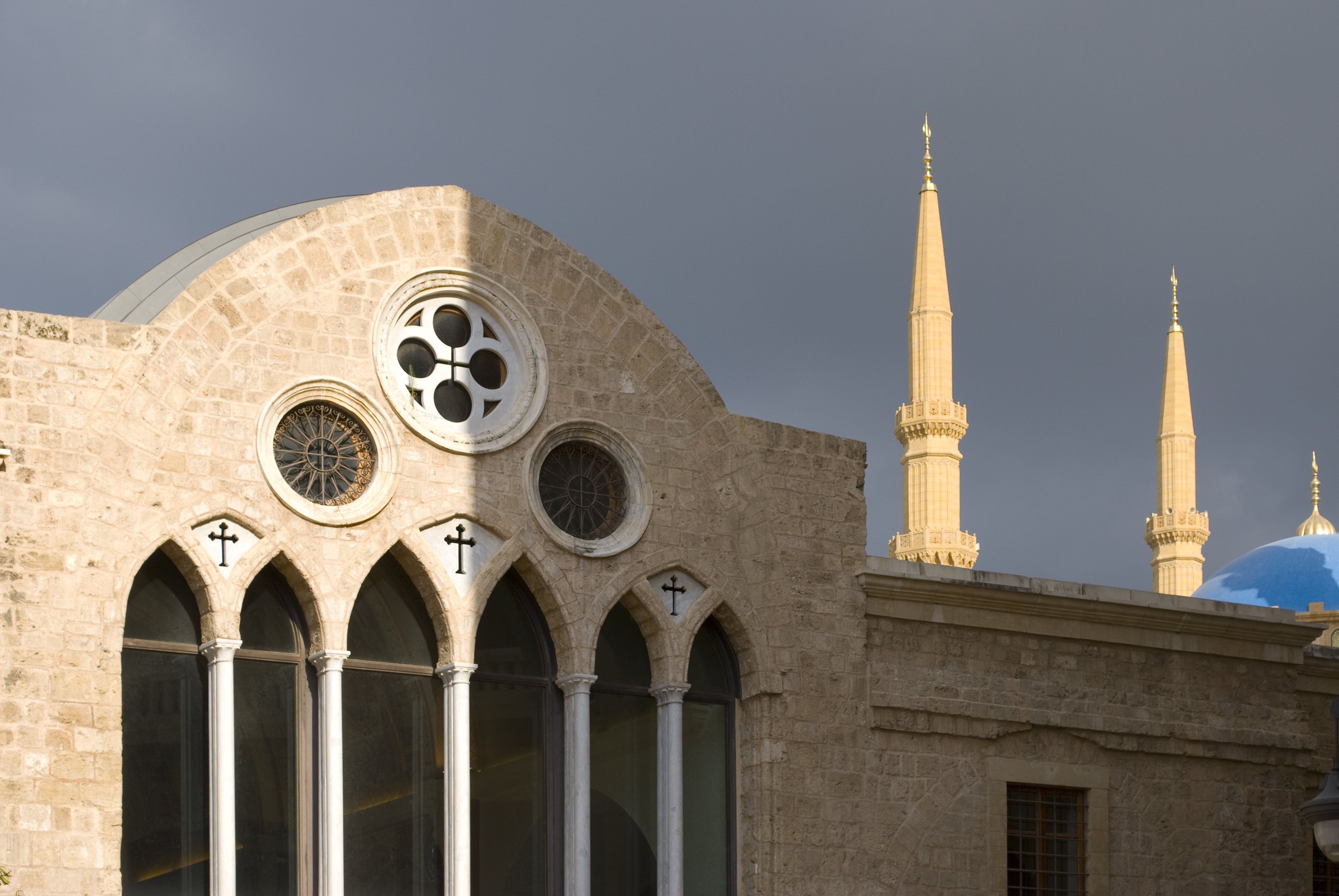
كاتدرائية القديس جرجس الأنطاكية الأرثوذكسية في بيروت.

لسنين عديدة خاصًة خلال العصر العثماني لعبت الأسر الأرثوذكسيَّة اللبنانيَّة البرجوازية أدوارًا هامة في المجال الاقتصادي وقد سكنت عدد من العائلات الأرستقراطية المسيحيَّة الأرثوذكسيَّة منطقة الأشرفيَّة وكان لها دور اجتماعي واقتصادي بارز حيث بنت قصورها في هذه المنطقة من بين هذ الأسلا كانت آل سرسق، وتويني، وبسترس، وطرّاد، وداغر، وفرنيني، وفياض. وكثيرًا ما يُطلق على هذه الأسر باسم «العائلات الستة» الثرية في بيروت. فهم كانوا من أصحاب العقارات والإقطاعيين في السابق، واليوم هم من أصحاب الأعمال، والأطباء، والفنانين، وأهل الأعمال الخيرية في لبنان والخارج. اليوم العديد من الروم الأرثوذكس من أصحاب المهن الأكاديميَّة وذوي المستوى الاقتصادي والتعليمي والاجتماعي العالي، وقد هيمنت على المجتمع الأرثوذكس من خلال كبار ملاك الأراضي بشكل أقل من باقي الطوائف المسيحية الأخرى. في الوقت الحاضر، أصبحت الطائفة الأرثوذكسية الطائفة الأكثر تحضرًا، وتشكل جزءًا كبيرًا من الطبقة التجارية والمهنية في بيروت وغيرها من المدن. هناك تجمعات أرثوذكسية هامة في جنوب شرق في النبطية والبقاع، وفي شمال البلاد بالقرب من طرابلس. ويُعتبر الروم الأرثوذكس أكثر الطوائف الدينية في لبنان تعلمًا خاصًة من خلال نسب حملة الشهادات الجامعية. تعرف الطائفة بتوجهها القومي العربي، وقد أنجبت الكنيسة أسماء كثرة من القوميين العرب منهم أنطون سعادة مؤسس الحزب السوري القومي الاجتماعي. كثيرًا ما خدمت الكنيسة كجسر بين المسيحيين اللبنانيين والدول العربية. تشكل أعضاء الكنيسة 8% من السكان في لبنان.

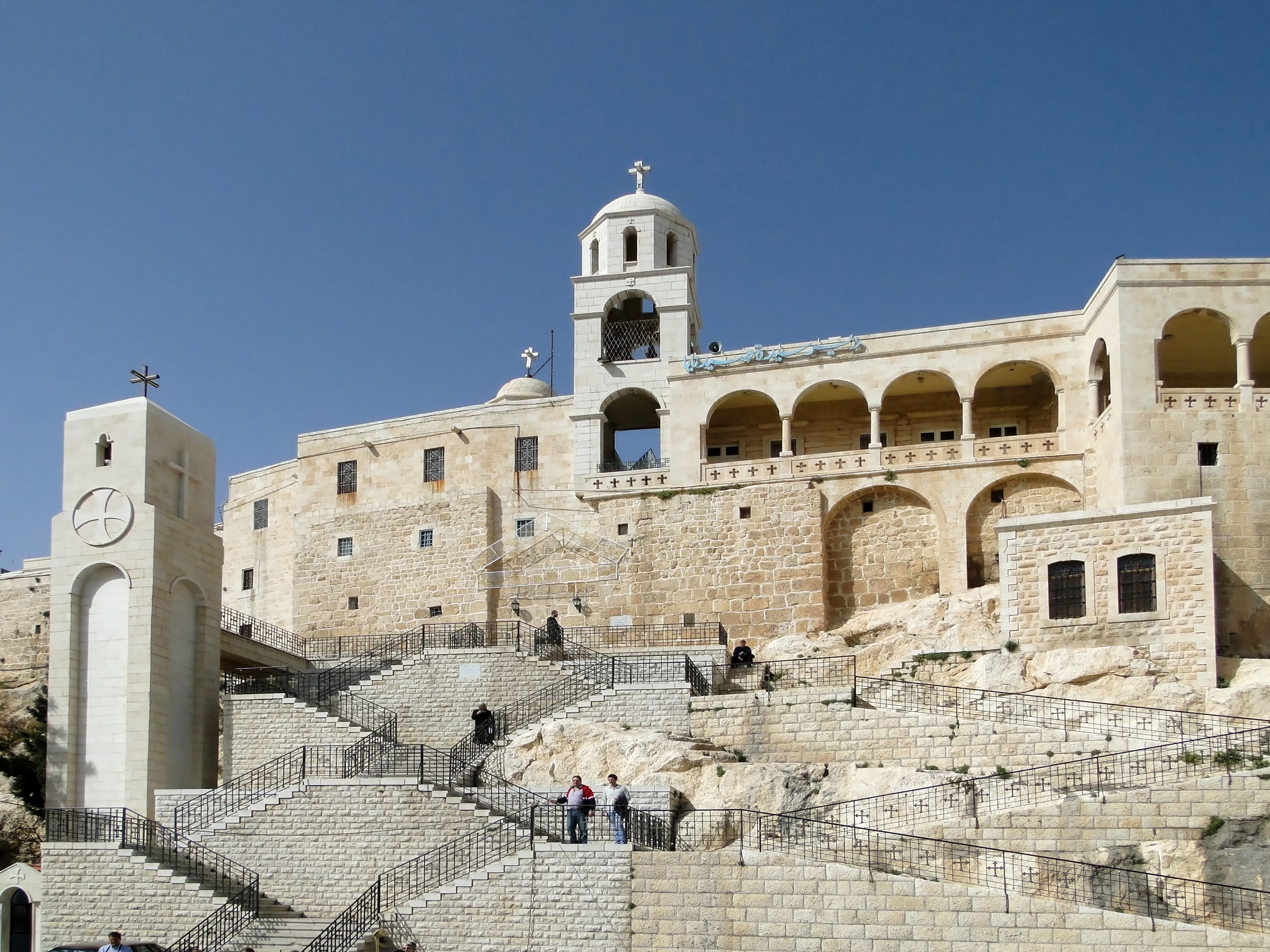
دير سيدة صيدنايا في سوريا.

حاليًا تتراوح نسبة مسيحيي سوريا بين 8 - 10% من السكان، يتركزون في الجزيرة الفراتية ووادي النصارى والمدن الكبرى كحلب ودمشق واللاذقية وحمص، وتكاد لا تخلو مدينة سورية من كنيسة. صدر عام 2006 قوانين منظمة للأحوال الشخصية وفق الشرائع المسيحية على شكل ثلاثة قوانين واحدة للطوائف الكاثوليكية وأخرى للأرثوذكسية الشرقية وثالثة للأرثوذكسية المشرقية، قبل ذلك كان المسيحيون يتبعون قوانين الأحوال الشخصية الخاصة بالمسلمين - وإن لم تنفذ فعليًا من ناحية تعدد الزوجات أو الطلاق دون موافقة السلطة الكنسية - وذلك حفاظًا على النص الدستوري الذي يساوي بين جميع المواطنين أمام القانون، ثم أعيد تفسير النص بشكل سمح بإصدار قوانين خاصة للأحوال الشخصية حسب الطوائف؛ أما في الحياة السياسية يشارك المسيحيون في العمل السياسي عن طريق الحكومة بثلاث وزراء في الجبهة الوطنية التقدمية و17 عضوًا في مجلس الشعب، وبرزت خلال الاحتجاجات السورية سنة 2011 شخصيات سوريّة مسيحية معارضة أمثال جورج صبرا وميشيل كيلو وسواهما. مسيحيو سوريا متنوعون طائفيًا فهناك الروم الأرثوذكس وهم الأغلبية يليهم السريان الأرثوذكس والروم الكاثوليك.
لا تزال تعيش في المدينة واحدة من أقدم الجماعات المسيحيّة في العالم، وهم الروم الأنطاكيون وهم مسيحيون عرب أعضاء في ذات الطقس البيزنطي ويتبعون طقسيًا بطريركية أنطاكية وسائر المشرق للروم الأرثوذكس وكنيسة الروم الملكيين الكاثوليك، ويقيمون في أراضي محافظة هتاي في تركيا المعاصرة، وتعتبر البلدة القديمة في مدينة أنطاكية نواة ومهد هذه الجماعة، بسبب الهجرة المسيحية الكثيفة يعيش عدد كبير من أبناء هذه الجماعة في المهجر خصوصًا في الأمريكتين. يتحدث الروم الأنطاكيون اليوم اللغة التركية في تركيا. اللغة الطقسيّة هي غالبًا اللغة اليونانية بجانب اللغة التركية أو العربية. يعيش اليوم في تركيا حوالي 18,000 نسمة (2008) مسيحي عرب (رومي أنطاكي)، في إسطنبول، والإسكندرونة، ومرسين، وأضنة، والسويدية، والقصير ويتحدثون باللغة العربية والتركية.

## الديموغرافيا والانتشار

### بلاد الشام
وفقاً لدراسة إثنوغرافية نشرتها ألكساندر سينفيت في عام 1878. كان هناك 125,000 مسيحي روم أرثوذكس يعيشون في سوريا ولبنان وفلسطين ، بالإضافة إلى 35,000 من الروم الملكيين الكاثوليك. حالياً تقدر أعداد الروم الأنطاكيين حوالي 1.8 مليون نسمة منهم حوالي المليون في سوريا (يشكلون نصف المسيحيين السوريين) ولبنان، فضلًا عن 18,000 نسمة (2008) رومي أنطاكي في تركيا.

#### سوريا

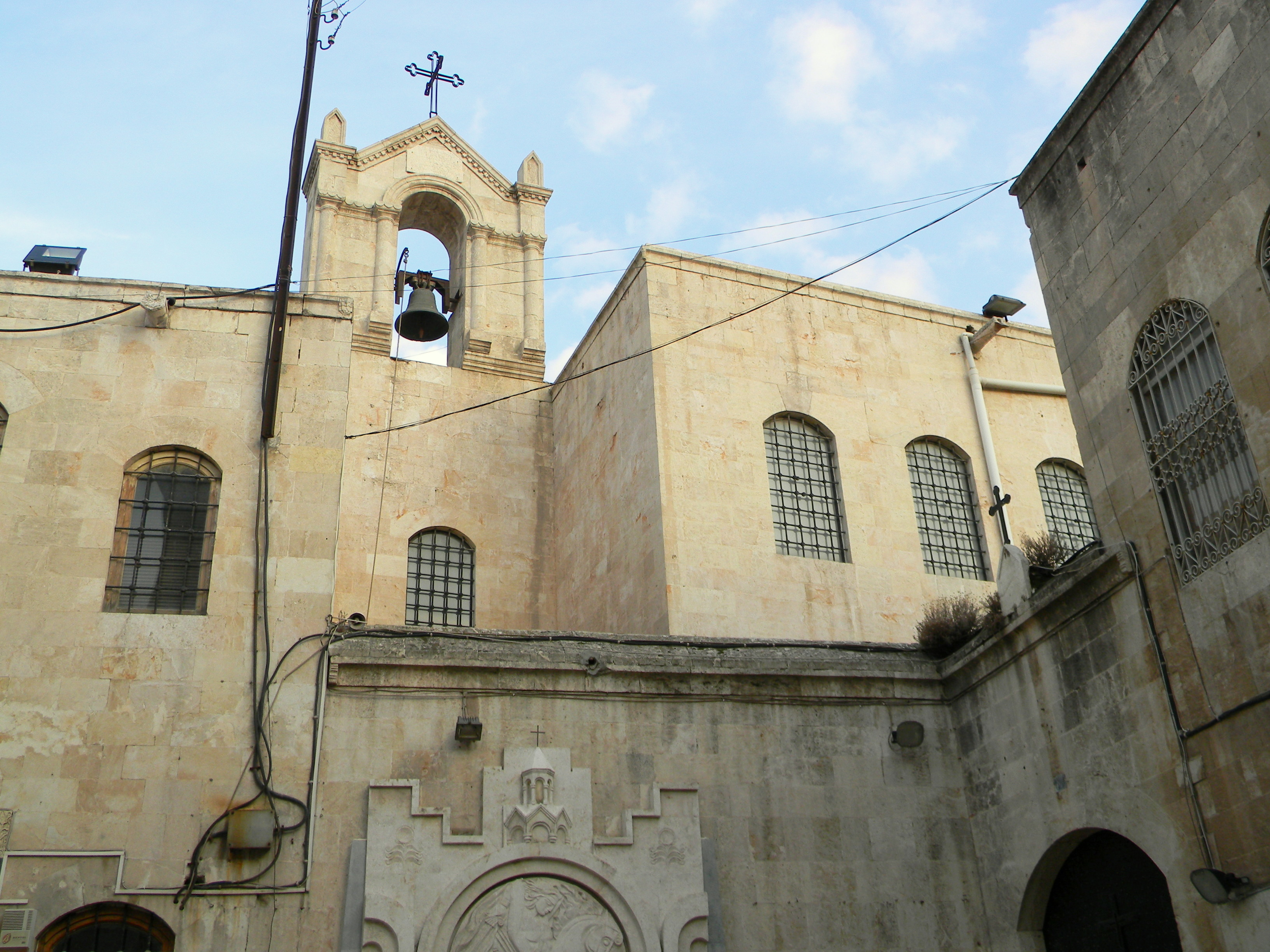
كنيسة رقاد السيدة العذراء في حي الجديدة، حلب.

المسيحية في سوريا منتشرة بطقسيها السرياني والبيزنطي، إلى جانب مجموعات صغيرة أخرى، وتعتبر البلاد مقر بطريرك أنطاكية التاريخي، وخرج منها الكثير من الفلسفات والنصوص الليتورجية والشهداء والقديسين فضلاً عن الملافنة. حوالي نصف مسيحيو سوريا من الروم الأرثوذكس وهم الأغلبية، ويحل الروم الكاثوليك في المرتبة الثالثة بعد السريان الأرثوذكس. ويتوزع الروم الأنطاكيين الأرثوذكس في سوريا على ستة أبرشيات وهي أبرشية أنطاكية و‌دمشق وتوابعهما، وأبرشية حلب و‌اسكندرون وتوابعهما، وأبرشية بصرى و‌حوران و‌جبل العرب، وأبرشية اللاذقية وتوابعها، وأبرشية حمص وتوابعها، وأبرشية حماة وتوابعها.
تحوي مدينة دمشق أعداداً كبيرة من المسيحيِّين الروم الأنطاكيين أغلبهم من الروم الأرثوذكس الإنطاكيين والروم الملكيين الكاثوليك. وتعتبر دمشق مقر ثلاث بطريركيات للروم الأرثوذكس الإنطاكيين والروم الكاثوليك وثالثة للسريان الأرثوذكس، كما تعتبر مقر أبرشية لأغلب الطوائف المسيحية السورية الأخرى. يتوزع الانتشار المسيحي بشكل خاص في باب توما وباب شرقي وحي القصّاع. عدا أن دمشق تعتبر مقرًا دائمًا لثلاثة صروح بطريركية إنطاكية أبرزها الكنيسة المريمية، وكنيسة الزيتون، وتوجد إلى جانب هذه الكنائس الأثرية كنائس حديثة النمط المعماري مثل كنيسة الصليب في القصاع.
قدرت دراسة أعداد الروم الأرثوذكس بحوالي المليون في عام 2010، منهم 450,000 في محافظة دمشق وريفها، وحوالي 250,000 في حمص والمناطق المحيطة بها، وحوالي 120,000 في اللاذقية والمناطق المحيطة بها، وحوالي 100,000 في طرطوس والمناطق المحيطة بها، وحوالي 37,000 في حلب والمناطق المحيطة بها، وحوالي 35,000 في حماة والمناطق المحيطة بها، وحوالي 30,000 في محافظة السويداء ودرعا. أثرت الحرب الأهلية السورية على المجتمع الأرثوذكسي حيث في عام 2015 قدرّت بي بي سي أعداد أتباع بطريركية أنطاكية الأرثوذكسية بحوالي 503 ألف نسمة، حيث تراجعت الأرقام بسبب الهجرة. من الناحية الوطنية، ساهم عدد من الأرثوذكس السوريين في تقوية الروح القومية العربية وبث الروح في الثقافة العربية ونهضة العرب في أوائل القرن العشرين. كما ظهر عدد كبير من المفكرين المسيحيين الذين دعموا طروح القومية العربية أمثال ميشيل عفلق وقسطنطين زريق وسواهم.
تضم كنيسة الروم الملكيين الكاثوليك خمسة أبرشيات تتوزع في دمشق وحلب وحوران وحمص واللاذقية. في عام 2015 قدرّت بي بي سي أعداد أتباع كنيسة الروم الملكيين الكاثوليك في سوريا بين 118 ألف إلى 240 ألف نسمة، ويشكلون أكبر تجمع روم كاثوليكي في بلاد الشام. ويقع مقر الكنيسة في كاتدرائية سيدة النياح والتي تعرف أيضًا باسم «كنيسة الزيتون» وتعتبر مقر كنيسة الروم الملكيين الكاثوليك في العالم، وتقع في باب شرقي بدمشق القديمة. ويتوزع الروم الملكيين الكاثوليك على خمسة أبرشيات أكبرها أبرشية دمشق والتي تتبع الطقوس البيزنطية وتنقسم إلى 20 رعية، وفي عام 2010 كان يتبعها حوالي 150,000 روم كاثوليكي يقطنون في مدينة دمشق وضواحيها. تليها أبرشية حمص والتي يقدر أتباعها بحوالي 70,000 نسمة، وأبرشية حلب التي يتبعها حوالي 18,000 نسمة، وأبرشيّةِ بُصرى وحورانَ وجبلِ العرب والتي يقدر أتباعها بحوالي 27,000 نسمة، وأبرشية اللاذقية التي يقدر أتباعها بحوالي 15,000 نسمة.

#### لبنان
يتبع أرثوذكس لبنان بطريركية أنطاكية وسائر المشرق للروم الأرثوذكس، وهي كنيسة أرثوذكسية شرقية مؤسساها بحسب تقليدها الكنسي هما بطرس وبولس الرسولين. وهي ثاني أكبر الطوائف المسيحية في لبنان وتشكل حوالي 8% من مجمل سكان لبنان. وتستخدم الطُقوس البيزنطيَّة في صلواتها وتمثل ثاني أكبر طائفة مسيحية في لبنان. تاريخيًا، نمت هذه الكنيسة كجزء من البطريركيات الشرقية الأربع (القدس وأنطاكية والإسكندرية والقسطنطينية). ويتواجدون بشكل رئيسي في محافظات النبطية والبقاع والشمال. وعلى وجه التحديد في قضاء الكورة وزحلة وعكار.
كنيسة الروم الملكيين الكاثوليك هي ثاني أكبر كنيسة كاثوليكية شرقية في لبنان. ظهروا كمجموعة متميزة في أوائل القرن السابع عشر عندما انشقت عن الكنيسة الأرثوذكسية الشرقية. على الرغم من أنها تقبل بالكامل العقائد الكاثوليكية على النحو المحدد من قبل الفاتيكان، فإنها بقيت عمومًا على مقربة من الكنيسة الأرثوذكسية من ناحية الطقوس والثقافة. تستخدم الكنيسة في طقوسها اللغة العربية واليونانية وتبعًا للطقوس البيزنطية. يقطن أبناء الكنيسة من الروم الكاثوليك أساسَا في الأجزاء الوسطى والشرقية من البلاد، وفي العديد من القرى. وتتركز أبناء هذه الكنيسة في بيروت، زحلة، وضواحي صيدا. لديهم أعلى مستوى نسبيًا من التعليم مقارنة بالطوائف الأخرى. ومرتبطون بشكل وثيق مع التراث العربي، وكان الروم الكاثوليك قادرين على تحقيق توازن بين انفتاحها على العالم العربي والعلاقة مع العالم الغربي، وخصوصًا الولايات المتحدة. وتقدر نسبة الروم الكاثوليك تشكل 5% من السكان.

#### تركيا

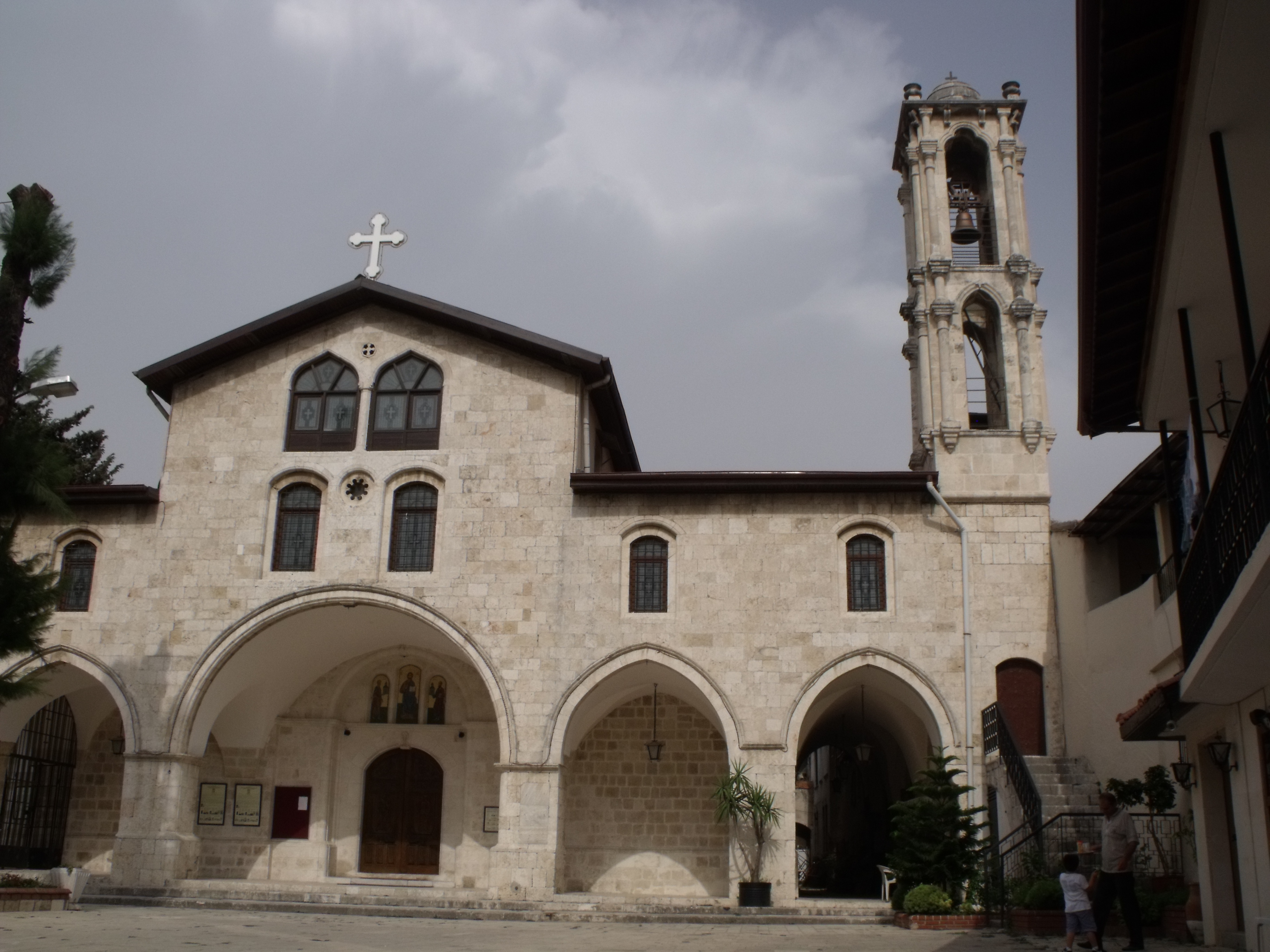
كنيسة القديس بولس للروم الأرثوذكس في أنطاكية.

يعيش في تركيا جماعات من الروم الأنطاكيين أغلبهم ينتمي إلى بطريركية أنطاكية وسائر المشرق للروم الأرثوذكس وكانوا جزءًا من المجتمع السوري حتى معاهدة لوزان عندما اقتُطع لواء إسكندرون السوري ذو الغالبية العربية وضمّ إلى تركيا عام 1939. وبلغ عددهم في عام 1995 حوالي 10,000 نسمة، في حين قدرّت أعدادهم سنة 2008 بحوالي 18,000 نسمة. ويعيش أغلبهم في إسطنبول وأنطاكيا والإسكندرونة ومرسين وأضنة والسويدية والقصير وأرسوز، ويتحدثون باللغة العربيّة والتركيّة. وتعتبر قرية توكاتشلي في منطقة القصير القرية المسيحية الأرثوذكسيّة العربية الوحيدة في تركيا، وبحسب دراسة، يرى مسيحيو القرية أنهم مرتبطون بتركيا، ويعرفون عن أنفسهم في بعض الأحيان «بالأتراك» أو «المواطنون الأتراك». ويعيش العديد من أبناء القرية في إسطنبول ومدن محافظة هاتاي وفي المهجر خصوصاً في ألمانيا.
وعلى النقيض من الكنيسة الأرثوذكسية اليونانية في القسطنطينية، حيث أن لغتها الطقسيّة هي اللغة اليونانية، فإت الكنيسة الأرثوذكسية في أنطاكية لغتها الطقسيّة باللغة العربية، ورعاياها من أصول عربية.
تشير دراسة عن «التاريخ الشفهي لمسيحي أنطاكية» من قبل الباحثة ليلى نيزى عام 2004 أنه على الرغم من أن معاهدة لوزان عام 1923 أعطت الأقليات غير المسلمة في تركيا بعض الحقوق مثل حقوق إنشاء مدارسهم الخاصة، لكن هذه الحقوق تطبق بين الأقليات المهيمنة في المناطق الحضرية مثل اليونانيين الأرثوذكس في إسطنبول، والأرمن واليهود. بالمقابل فإن مسيحيو الريف مثل مسيحيو أنطاكية العرب، من ناحية أخرى، واجهوا صعوبة في نقل الدين والثقافة على مر الأجيال، بسبب تعرضهم لسياسة الإستيعاب وسياسات النظام التعليمي الوطني من قبل الحكومة التركية. في الوقت نفسه، احتضنت العديد من الأسر سياسية الاستيعاب لتجنب التمييز وتحقيق الحراك الاجتماعي. وعلى الرغم من ذلك يصر الروم الأنطاكيين، والجيل الأصغر سناً على وجه الخصوص، في العقود الأخيرة على المحافظة على هويتهم الرومية الأرثوذكسية. وعلى الرغم من عدم شيوع التحول الديني (رغم اعتناق بعض الروم الأنطاكيين المذهب الكاثوليكي أو البروتستانتي)، فإنّ استخدام اللغة التركية بدلاً من اللغة العربية، واستخدام الأسماء التركية بدلاً من الأسماء العربية، أصبحت ظاهرة واسعة النطاق. بحسب الدراسة يعيش معظم المسيحيين العرب في هاتاي في مدينة أنطاكية وإسكندرونة وفي عدد قليل القرى في الريف. وتتحدث الغالبية منهم اللغة العربية، والتركية بشكل متزايد، على الرغم من أنهم يعتبرون أنفسهم عرباً أكثر من الناحية الثقافيّة.
هناك اختلافات طبقية متميزة بين الروم الأنطاكيين من سكان المدن والروم الأنطاكيين من سكان الريف، حيث يميل الروم الأنطاكيين من سكان المدن إلى الانتماء إلى الطبقة البرجوازية بالمقارنة مع الروم الأنطاكيين من سكان الريف. تميل العلاقة بين الروم الأنطاكيين العرب واليونانيين الأرثوذكس في مدينة إسطنبول إلى التوتر بسبب الاختلافات التاريخيَّة في الطبقة والثقافة بين المجتمعين. وتشير الدراسة أيضاً إلى أنَّ الزواج المختلط بين الروم الأنطاكيين والمُسلمين نادر وغير شائع.

### المهجر

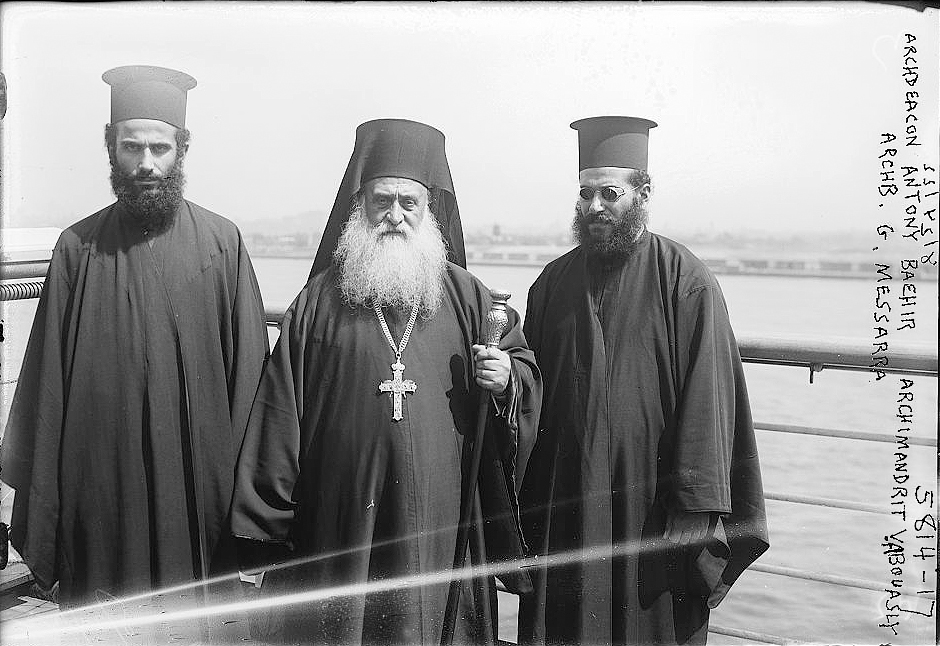
مؤسسو أبرشية أمريكا الشمالية الأنطاكية الأرثوذكسية 1923.

يعيش في بلاد المهجر أعداد كبيرة من الروم الأنطاكيين خصوصًا في كندا والولايات المتحدة وأمريكا اللاتينية. بعض الروم الأنطاكيين قد انخرط في المجتمع بشكل كامل، حتى فقد كامل الهويّة الشرقيّة عمومًا وأغلب هؤلاء هم أحفاد الجيل الخامس أو السادس بعد الهجرة، وبعض المهاجرين قد اندمج كليًا في المجتمع الغربي بنتيجة عدم وجود كنائس شرقيّة، أول ما بدأت الهجرة، لتحفظ الهويّة، أي قبل إنشاء أبرشيات المغترب. ويعيش حوالي نصف أتباع كنيسة الروم الملكيين الكاثوليك في بلاد الاغتراب، شأنهم في ذلك كشأن باقي مسيحيي الشرق، خصوصًا في البرازيل والتي تضم أبرشية نوسا سينيورا دو بارايسو ساو باولو للروم الكاثوليك ويتبعها حوالي 436,000 روم كاثوليكي، والغالبية العظمى منهم من عرب البرازيل ومن أصول لبنانيَّة وسوريَّة. يعتبر رعايا الأبرشية من المجتمعات البارزة والمندمجة بشكل جيد في مدينة ساو باولو، ويبرزون في مجال الأعمال التجاريّة، والخدمات المصرفية، والصناعة، والسياسة.

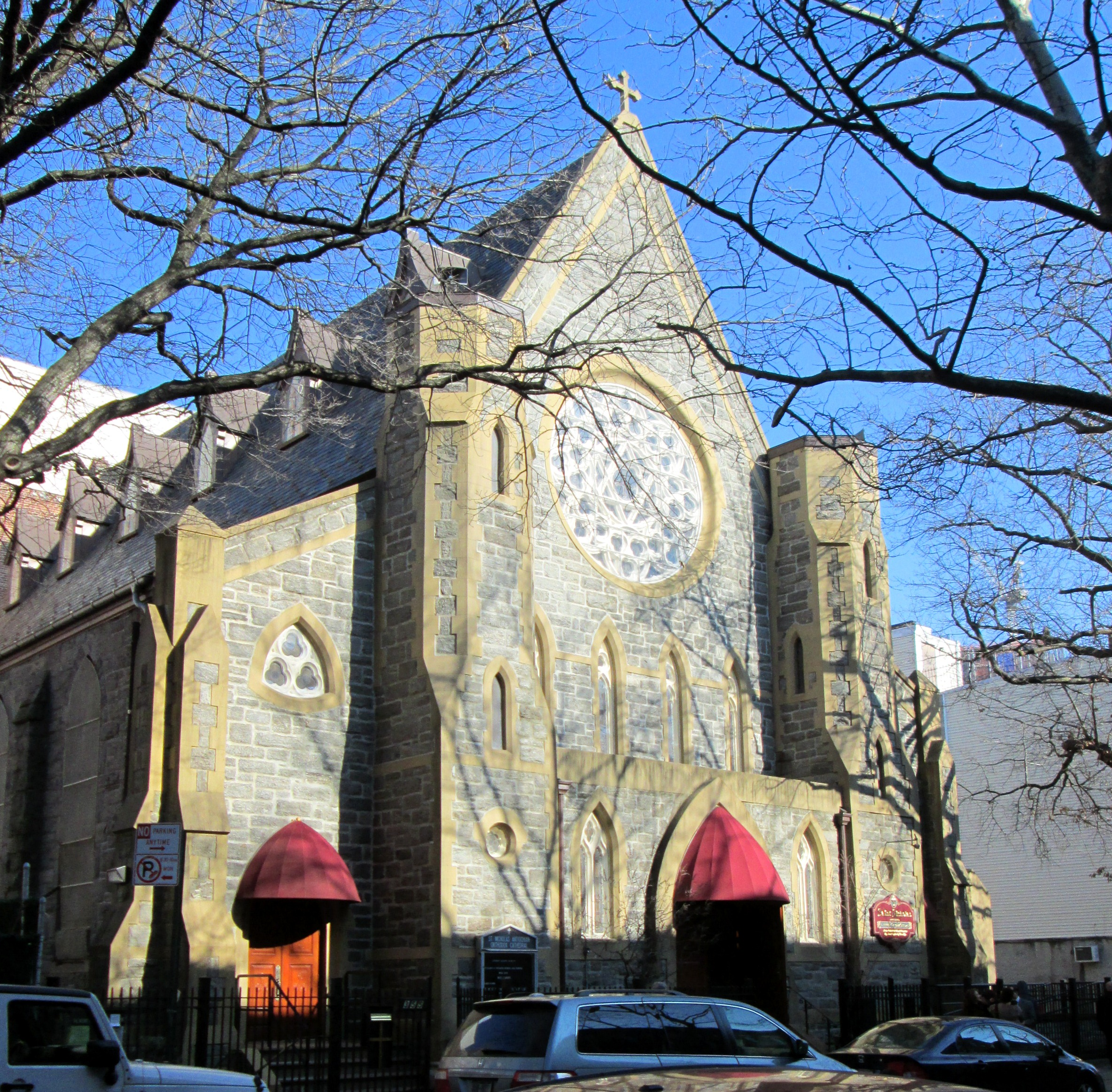
كنيسة أرثوذكسية أنطاكية في بروكلين، نيويورك سيتي، نيويورك.

ذكرت رابطة محفوظات البيانات الدينية (ARDA) أنه اعتبارًا من عام 2000 تواجد حوالي مليون شخص من أتباع الطوائف الأرثوذكسية الشرقية أو الأرثوذكسية المشرقية في الولايات المتحدة، أو 0.4% من مجموع السكان، ووجدت دراسة قام بها مركز بيو للأبحاث عام 2010 أنَّ لدى الطوائف المسيحية الشرقية معدلات عالية في التعليم والحاصلين على شهادات جامعية (68%) والثروة حيث يحصّل 57% من الأرثوذكس على دخل مالي بأكثر من 50,000 دولار سنويً. وتُعتبر الكنيسة الأرثوذكسية في أمريكا (تتبع الكنيسة الروسية الأرثوذكسية)، تليها الأسقفية اليونانية الأرثوذكسية (تتبع الكنيسة اليونانية الأرثوذكسية) والأسقفية الأنطاكية الأرثوذكسية (تتبع بطريركية أنطاكية وسائر المشرق للروم الأرثوذكس) أكبر التجمعات الأرثوذكسية الشرقية في الولايات المتحدة.

## الثقافة

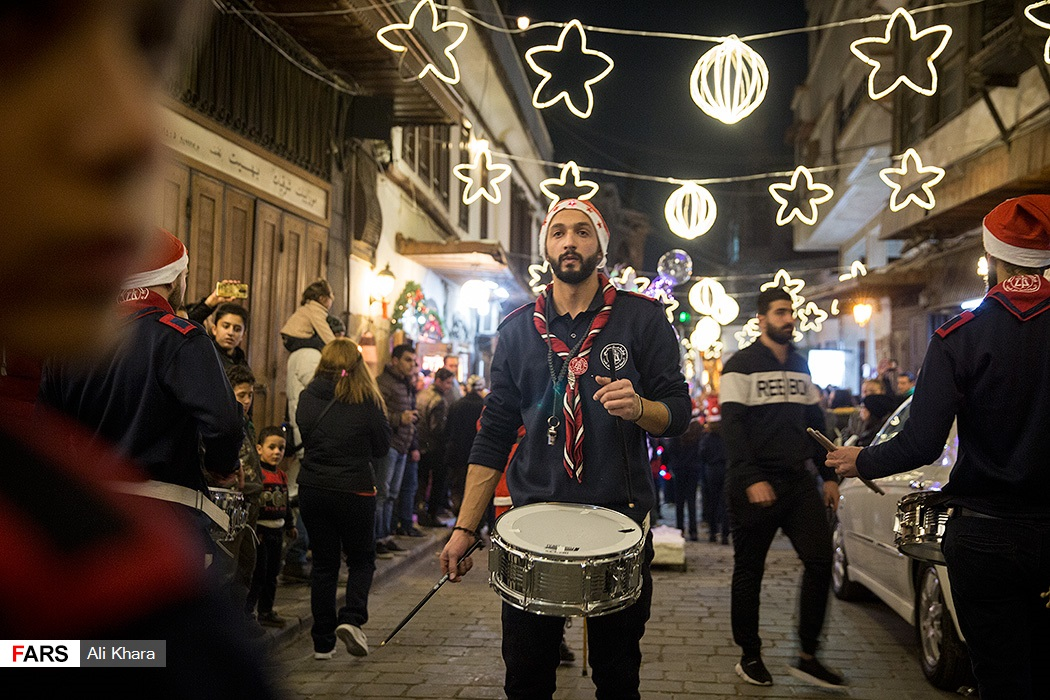
جانب من إحتفالات عيد الميلاد في دمشق في عام 2018.

تُمثل المسيحية في بلاد الشام جزءًا كبيرًا من فسيفساء الثقافة المتنوعة في المنطقة. حيث يوجد هناك أقدم الآثار المسيحية إضافة إلى الليتورجية والتراتيل التي انتشرت منذ القرن الثاني الميلادي في جميع أنحاء المنطقة. لعب المسيحيون الشرقيون دوراً حضارياً وثقافياً وعلمياً في البلدان العربيّة.
لا يوجد اختلافات ثقافيّة كبرى بين الروم الأنطاكيين والمحيط الشامي العام، بعض الاختلافات تنشأ من الفروق الدينية، ففي المناسبات الاجتماعية التي يكون المشاركون فيها من مسيحيين غالبًا ما تقدم مشروبات كحولية على خلاف ما هو سائد لدى أغلب المجتمعات العربيّة لكون الشريعة الإسلامية تحرّم مثل هذه المشروبات. المسيحيون العرب في أغلب الدول، يختنون ذكورهم في الغالب كالمسلمين واليهود رغم أن شريعة الختان قد أسقطت في العهد الجديد أي أن مختلف الكنائس لا تلزم أتباعها بها، ومن ناحية ثانية فإن المسيحيين الروم الأنطاكيين يستخدمون لفظ الجلالة «الله» للإشارة إلى الإله الذي يعبدونه، علمًا أن لفظ الجلالة المذكور قادم من الثقافة الإسلامية ولا مقابل لدى مسيحيي العالم الآخرين، باستثناء مالطة، حيث يستخدم مسيحيو الجزيرة لفظ الجلالة أيضًا.

### الأعياد

طبق الحلوى التقليديّة ليوم البربارة؛ وهو عيد مسيحي يُحتفل فيه بشكل خاص بين الروم الأنطاكيين.

الأعياد الكبرى في الوطن العربي في أغلب الأحيان تكون مقتبسة من مناسبات دينية، وبذلك يتميّز العرب من المسيحيين، بالاحتفال بعيد الميلاد ويقام في سوريا ولبنان يوم 25 ديسمبر أما في الأردن ومصر ففي 7 يناير وفي إسرائيل وفلسطين تنقسم حسب الطوائف فتتبع الكنائس الأرثوذكسية الشرقية والمشرقية تقويم 7 يناير والكنيسة الكاثوليكية والبروتستانت تقويم 25 ديسمبر، يرتبط عيد الميلاد بوضع زينة الميلاد ممثلة بالشجرة وغالبًا ما يوضع تحتها أو بقربها «مغارة الميلاد» حيث توضع مجسمات تمثّل حدث الميلاد أبرزها يسوع طفلاً وأمه ويوسف النجار إلى جانب رعاة والمجوس الثلاثة، هذه العادة وفدت من الغرب، إلا أنها باتت جزءًا من تقاليد الميلاد العامة، تمامًا كتوزيع الهدايا على الأطفال والتي ترتبط بالشخصية الرمزية بابا نويل. العيد القريب من عيد الميلاد هو عيد رأس السنة الذي يقام ليلة 31 ديسمبر، علمًا أن العديد من الأسر الغير مسيحية تحتفل به أيضًا غير أنه ذو خصوصيّة مسيحية.
هناك سلسلة عادات اجتماعية بين الروم الأنطاكيين في إحياء الجمعة العظيمة، في سوريا ولبنان ترتدي النساء ثياب سوداء علامة الحداد في حين تبثّ مكبرات الصوت ترانيم المناسبة مثل «اليوم علّق على خشبة» و«أنا الأمّ الحزينة»، أما عيد القيامة ويسبقه أسبوع الآلام، فبدوره مرتبط بموت يسوع وقيامته حسب المعتقدات المسيحية. ويقوم الروم الأنطاكيين خلال عيد القيامة بصناعة أطباق كعك عيد الفصح؛ ومنها كعك ومعمول العيد والتي تتضمن السميد الخشن والتمر. هناك أعياد أخرى أقل أهمية، وبعضها ترتبط أهميته بمناطق بعينها، فمثلاً يكتسب عيد القديسة بربارة يوم 4 ديسمبر في سوريا ولبنان طابعاً خاصاً ممثلاً بإقامة الحفلات التنكريّة، وفي صيدنايا تقام احتفالات بارزة يتخللها إشعال النار على رؤوس الجبال يوم عيد الصليب وهو تقليد متوراث منذ القرن الرابع،